# Lijst van SNES-spellen
Dit is een lijst van spellen die speelbaar zijn op Super Nintendo Entertainment System (SNES).
| Titel                                                                | Jaar | Uitgever | Genre                                |
| -------------------------------------------------------------------- | ---- | --- | ------------------------------------ |
| 3 Ninjas Kick Back                                                   | 1994 | Sony Imagesoft | Actiespel                            |
| 3x3 Eyes: Jūma Hōkan                                                 | 1995 | Banpresto | Actiespel                            |
| 3x3 Eyes: Seima Kōrinden                                             | 1992 | Yutaka | RPG                                  |
| The 7th Saga                                                         | 1993 | Enix GAMEPLAN21 | RPG                                  |
| 90 Minutes: European Prime Goal                                      | 1995 | Namco Limited | Sportspel                            |
| ABC Monday Night Football                                            | 1993 | Data East | Sportspel                            |
| Accele Brid                                                          | 1993 | Tomy | Actiespel                            |
| ACME Animation Factory                                               | 1994 | Sun Corporation | Educatiespel                         |
| Acrobat Mission                                                      | 1992 | Teichiku LTD. | Actiespel                            |
| ActRaiser                                                            | 1990 | Enix | Actiespel Strategiespel              |
| ActRaiser 2                                                          | 1993 | Enix | Actiespel                            |
| The Addams Family: Pugsley's Scavenger Hunt                          | 1993 | Ocean | Actiespel                            |
| The Addams Family                                                    | 1992 | Ocean Europe Limited Ocean Ltd. Misawa Entertainment                                                                | Actiespel                            |
| Addams Family Values                                                 | 1995 | Ocean Software | Actiespel                            |
| The Adventures of Batman & Robin                                     | 1994 | Konami | Actiespel                            |
| The Adventures of Dr. Franken                                        | 1993 | DTMC | Actiespel                            |
| The Adventures of Mighty Max                                         | 1994 | Ocean Software | Actiespel                            |
| The Adventures of Rocky and Bullwinkle and Friends                   | 1993 | THQ | Actiespel                            |
| The Adventures of Tintin: Prisoners of the Sun                       | 1996 | Infogrames Europe                                                                                                   | Actiespel                            |
| Adventures of Yogi Bear                                              | 1994 | Cybersoft Magifact                                                                                                  | Actiespel                            |
| Aerobiz                                                              | 1992 | KOEI | Simulatiespel                        |
| Aerobiz Supersonic                                                   | 1993 | KOEI | Simulatiespel Strategiespel          |
| Aero Fighters                                                        | 1993 | Video System McO'RIVER                                                                                              | Actiespel                            |
| Aero the Acro-Bat                                                    | 1993 | Sun Corporation Sun Electronics                                                                                     | Actiespel                            |
| Aero the Acro-Bat 2                                                  | 1994 | Sun Corporation | Actiespel                            |
| Air Cavalry                                                          | 1995 | Cybersoft | Actiespel                            |
| Albert Odyssey                                                       | 1993 | Sun Electronics | RPG Strategiespel                    |
| Alcahest                                                             | 1993 | Square | Actiespel RPG                        |
| Alfred Chicken                                                       | 1994 | Mindscape International                                                                                             | Actiespel                            |
| Alien³                                                               | 1993 | Acclaim Japan LJN                                                                                                   | Actiespel                            |
| Alien Vs. Predator                                                   | 1993 | Activision IGS | Actiespel                            |
| Al Unser Jr.'s Road to the Top                                       | 1994 | The Software Toolworks                                                                                              | Autoracespel                         |
| The Amazing Spider-Man: Lethal Foes                                  | 1995 | Epoch | Actiespel                            |
| American Gladiators                                                  | 1993 | GameTek | Actiespel Simulatiespel              |
| An American Tail: Fievel Goes West                                   | 1994 | Hudson Soft | Actiespel                            |
| Andre Agassi Tennis                                                  | 1993 | Radiance Software Nihon Bussan                                                                                      | Sportspel                            |
| Angelique                                                            | 1994 | KOEI | Avonturenspel Strategiespel          |
| Animaniacs                                                           | 1993 | Konami | Actiespel                            |
| Arcade's Greatest Hits: The Atari Collection 1                       | 1997 | Midway Games | Compilatiespel                       |
| Arcana                                                               | 1992 | HAL America HAL Laboratory                                                                                          | RPG                                  |
| Arcus Odyssey                                                        | 1993 | Sammy Corporation                                                                                                   | Actiespel                            |
| Ardy Lightfoot                                                       | 1993 | Titus France ASCII Corporation                                                                                      | Actiespel                            |
| Aretha                                                               | 1993 | Yanoman Corporation                                                                                                 | RPG                                  |
| Aretha II: Ariel Fushigi no Tabi                                     | 1994 | Yanoman Corporation                                                                                                 | RPG                                  |
| Arkanoid: Doh It Again                                               | 1997 | Taito Nintendo | Strategiespel                        |
| Art of Fighting                                                      | 1993 | K. Amusement Leasing TAKARA                                                                                         | Actiespel                            |
| Art of Fighting 2                                                    | 1994 | Saurus | Actiespel                            |
| A.S.P.: Air Strike Patrol                                            | 1994 | SETA | Actiespel                            |
| Asterix                                                              | 1993 | Infogrames Europe                                                                                                   | Actiespel                            |
| Astérix & Obélix                                                     | 1996 | Infogrames Europe                                                                                                   | Actiespel                            |
| Astral Bout                                                          | 1992 | King Record | Actiespel                            |
| Astro Go! Go!                                                        | 1995 | Meldac of Japan | Actiespel Autoracespel               |
| Atlas                                                                | 1995 | Pack-In-Video | Simulatiespel Strategiespel          |
| Axelay                                                               | 1992 | Konami | Actiespel                            |
| Bahamut Lagoon                                                       | 1996 | Square | RPG Strategiespel                    |
| Bakumatsu Kōrinden: Oni                                              | 1996 | Banpresto | RPG                                  |
| Ballz 3D: Fighting at its Ballziest                                  | 1994 | Accolade Media Rings Corporation                                                                                    | Actiespel                            |
| Barbie Super Model                                                   | 1993 | Hi-Tech Expressions                                                                                                 | Actiespel                            |
| Barbie Vacation Adventure                                            | 1994 | Hi Tech Entertainment                                                                                               | Sportspel                            |
| Barkley: Shut Up and Jam!                                            | 1994 | Accolade ITC Den'Z                                                                                                  | Sportspel                            |
| Bassin's Black Bass                                                  | 1994 | Starfish HOT-B USA                                                                                                  | Simulatiespel Sportspel              |
| Bass Masters Classic                                                 | 1995 | Malibu Games Altron Corporation                                                                                     | Simulatiespel Sportspel              |
| Bass Masters Classic: Pro Edition                                    | 1996 | Black Pearl Software                                                                                                | Simulatiespel Sportspel              |
| Batman Forever                                                       | 1995 | Acclaim Japan Acclaim Entertainment                                                                                 | Actiespel                            |
| Batman Returns                                                       | 1993 | Konami | Actiespel Autoracespel               |
| Battle Blaze                                                         | 1992 | American Sammy Corporation Sammy Corporation                                                                        | Actiespel                            |
| Battle Cars                                                          | 1993 | Namco Limited | Autoracespel                         |
| Battle Clash                                                         | 1992 | Nintendo | Actiespel                            |
| Battle Grand Prix                                                    | 1992 | Hudson Soft Naxat Soft                                                                                              | Autoracespel                         |
| BattleTech: A Game of Armored Combat                                 | 1995 | Activision ASK Kodansha                                                                                             | Actiespel                            |
| Battletoads & Double Dragon: The Ultimate Team                       | 1993 | Tradewest | Actiespel                            |
| Battletoads in Battlemaniacs                                         | 1993 | Tradewest Masaya Nintendo                                                                                           | Actiespel                            |
| Battle Tycoon                                                        | 1995 | Right Stuff | Actiespel RPG                        |
| Bazooka Blitzkrieg                                                   | 1992 | Bandai | Actiespel                            |
| Bebe's Kids                                                          | 1994 | Motown Software | Actiespel                            |
| Beethoven's 2nd                                                      | 1993 | Hi-Tech Expressions                                                                                                 | Actiespel                            |
| Best of the Best Championship Karate                                 | 1993 | Electro Brain Electro Brain Japan Loriciel                                                                          | Actiespel Sportspel                  |
| Big Sky Trooper                                                      | 1995 | JVC Musical Industries                                                                                              | Actiespel                            |
| Biker Mice from Mars                                                 | 1994 | Konami | Autoracespel                         |
| Bill Laimbeer's Combat Basketball                                    | 1991 | Hudson Soft | Sportspel                            |
| Bill Walsh College Football                                          | 1994 | Electronic Arts | Sportspel                            |
| BioMetal                                                             | 1993 | Activision Athena                                                                                                   | Actiespel                            |
| Bishōjo Janshi Suchie-Pai                                            | 1993 | Jaleco | Strategiespel                        |
| Bishōjo Senshi Sailor Moon                                           | 1993 | Angel | Actiespel                            |
| Bishōjo Senshi Sailor Moon: Another Story                            | 1995 | Bandai | RPG                                  |
| Bishōjo Senshi Sailor Moon R                                         | 1993 | Bandai | Actiespel                            |
| Bishōjo Senshi Sailor Moon S: Jōgai Rantō!? Shuyaku Sōdatsusen       | 1994 | Angel | Actiespel                            |
| Bishōjo Senshi Sailor Moon S: Kondo wa Puzzle de Oshioki yo!         | 1994 | Bandai | Strategiespel                        |
| Bishōjo Senshi Sailor Moon S: Kurukkurin                             | 1995 | Bandai | Strategiespel                        |
| Bishōjo Senshi Sailor Moon Super S: Fuwa Fuwa Panic                  | 1995 | Bandai | Strategiespel                        |
| Bishōjo Senshi Sailor Moon Super S: Zenin Sanka!! Shuyaku Sōdatsusen | 1996 | Angel | Actiespel                            |
| Blackthorne                                                          | 1994 | Kotobuki System Interplay Productions                                                                               | Actiespel                            |
| BlaZeon                                                              | 1992 | Atlus Software Atlus                                                                                                | Actiespel                            |
| The Blues Brothers: Jukebox Adventure                                | 1993 | Kotobuki System Titus France                                                                                        | Actiespel                            |
| B.O.B.                                                               | 1993 | Electronic Arts Victor Electronic Arts                                                                              | Actiespel                            |
| Bombuzal                                                             | 1990 | Kemco | Strategiespel                        |
| Boogerman: A Pick and Flick Adventure                                | 1995 | Interplay Entertainment Interplay Productions                                                                       | Actiespel                            |
| Boxing Legends of the Ring                                           | 1993 | Electro Brain Pack-In-Video                                                                                         | Sportspel                            |
| The Brainies                                                         | 1994 | Titus France | Strategiespel                        |
| Brain Lord                                                           | 1994 | Enix | Actiespel RPG                        |
| Bram Stoker's Dracula                                                | 1993 | Sony Imagesoft | Actiespel                            |
| Brandish                                                             | 1994 | KOEI | Actiespel RPG                        |
| Brandish 2: The Planet Buster                                        | 1995 | KOEI | Actiespel RPG                        |
| Brawl Brothers                                                       | 1992 | Jaleco | Actiespel                            |
| BreakThru!                                                           | 1994 | Spectrum Holobyte                                                                                                   | Actiespel Strategiespel              |
| Breath of Fire                                                       | 1993 | Capcom Square Soft                                                                                                  | RPG                                  |
| Breath of Fire II                                                    | 1994 | Laguna Videospiele Vertriebs & Marketing Capcom                                                                     | RPG                                  |
| Brett Hull Hockey                                                    | 1994 | Accolade | Sportspel                            |
| Brett Hull Hockey 95                                                 | 1994 | Accolade | Sportspel                            |
| Bronkie The Bronchiasaurus                                           | 1994 | Health Hero Network                                                                                                 | Actiespel Educatiespel               |
| Brunswick World: Tournament of Champions                             | 1997 | THQ | Sportspel                            |
| Brutal: Paws of Fury                                                 | 1994 | Cybersoft Kemco GameTek                                                                                             | Actiespel                            |
| BS Super Famicom Wars                                                | 1998 | Nintendo | Strategiespel                        |
| Bubsy II                                                             | 1994 | Accolade Telstar Fun and Games                                                                                      | Actiespel                            |
| Bubsy in: Claws Encounters of the Furred Kind                        | 1993 | Poppo Accolade | Actiespel                            |
| Bugs Bunny Rabbit Rampage                                            | 1994 | Sun Corporation | Actiespel                            |
| Bulls vs. Blazers and the NBA Playoffs                               | 1992 | Electronic Arts Victor Electronic Arts                                                                              | Sportspel                            |
| Burai: Hachigyoku no Yūshi Densetsu                                  | 1993 | Information Global Service                                                                                          | RPG                                  |
| Bushi Seiryūden: Futari no Yūsha                                     | 1997 | T&E Soft | RPG                                  |
| Bust-A-Move                                                          | 1995 | Taito | Strategiespel                        |
| Cacoma Knight in Bizyland                                            | 1992 | SETA Datam Polystar                                                                                                 | Strategiespel                        |
| California Games II                                                  | 1992 | DTMC Hect | Sportspel                            |
| Cal Ripken Jr. Baseball                                              | 1992 | Mindscape | Sportspel                            |
| Cannondale Cup                                                       | 1994 | American Softworks Corporation                                                                                      | Sportspel                            |
| Cannon Fodder                                                        | 1994 | Virgin Interactive Entertainment (Europe)                                                                           | Actiespel Strategiespel              |
| Capcom's MVP Football                                                | 1992 | Capcom | Sportspel                            |
| Capcom's Soccer Shootout                                             | 1994 | Epoch Capcom | Simulatiespel Sportspel              |
| Captain America and the Avengers                                     | 1993 | Mindscape | Actiespel                            |
| Captain Commando                                                     | 1995 | Capcom | Actiespel                            |
| Captain Novolin                                                      | 1992 | Health Hero Network                                                                                                 | Actiespel Educatiespel               |
| Caravan Shooting Collection                                          | 1995 | Hudson Soft | Actiespel                            |
| Carrier Aces                                                         | 1995 | Cybersoft Yumedia                                                                                                   | Actiespel Simulatiespel              |
| Casper                                                               | 1997 | KSS | Actiespel                            |
| Casper                                                               | 1996 | Natsume | Actiespel                            |
| Castlevania: Dracula X                                               | 1995 | Konami | Actiespel                            |
| Championship Pool                                                    | 1993 | Imagineer Mindscape                                                                                                 | Sportspel                            |
| Championship Soccer '94                                              | 1993 | Sony Imagesoft | Sportspel                            |
| Champions World Class Soccer                                         | 1994 | Acclaim Japan Acclaim Entertainment                                                                                 | Sportspel                            |
| Chaos Seed: Fūsui Kairoki                                            | 1996 | Taito | Actiespel RPG Strategiespel          |
| Chavez                                                               | 1994 | American Softworks Corporation                                                                                      | Sportspel                            |
| Chavez II                                                            | 1994 | American Softworks Corporation                                                                                      | Simulatiespel Sportspel              |
| The Chessmaster                                                      | 1992 | Mindscape International Altron Corporation                                                                          | Strategiespel                        |
| Chester Cheetah: Too Cool to Fool                                    | 1992 | Kaneko USA | Actiespel                            |
| Chester Cheetah: Wild Wild Quest                                     | 1994 | Kaneko USA | Actiespel                            |
| Chō Aniki: Bakuretsu Rantōden                                        | 1995 | Masaya | Actiespel                            |
| Chō Jikū Yōsai Macross: Scrambled Valkyrie                           | 1993 | Zamuse | Actiespel                            |
| Chō Mahō Tairiku Wozz                                                | 1995 | Bullet-Proof Software                                                                                               | RPG                                  |
| Choplifter III: Rescue Survive                                       | 1994 | Extreme Entertainment Group Victor Entertainment Ocean Software                                                     | Actiespel                            |
| Chrono Trigger                                                       | 1995 | Square Square Soft                                                                                                  | RPG                                  |
| Chuck Rock                                                           | 1992 | Sony Imagesoft | Actiespel                            |
| Clay Fighter                                                         | 1993 | Interplay Productions                                                                                               | Actiespel                            |
| Clay Fighter 2: Judgement Clay                                       | 1994 | Interplay Entertainment Interplay Productions                                                                       | Actiespel                            |
| Clay Fighter: Tournament Edition                                     | 1994 | Interplay Productions                                                                                               | Actiespel                            |
| Claymates                                                            | 1993 | Interplay Productions                                                                                               | Actiespel                            |
| Cliffhanger                                                          | 1993 | Sony Imagesoft | Actiespel                            |
| Clock Tower                                                          | 1995 | Human Entertainment                                                                                                 | Avonturenspel                        |
| Clue                                                                 | 1992 | Parker Brothers | Strategiespel                        |
| College Football USA 97                                              | 1996 | Black Pearl Software                                                                                                | Sportspel                            |
| College Slam                                                         | 1996 | Acclaim Entertainment                                                                                               | Sportspel                            |
| Columns                                                              | 1999 | Media Factory | Strategiespel                        |
| Congo's Caper                                                        | 1992 | Data East | Actiespel                            |
| Contra III: The Alien Wars                                           | 1992 | Konami | Actiespel                            |
| Cool Spot                                                            | 1993 | Virgin Games Virgin Interactive Entertainment (Europe) Virgin Interactive Entertainment (Japan)                     | Actiespel                            |
| Cool World                                                           | 1992 | Ocean Software | Actiespel                            |
| The Combatribes                                                      | 1992 | American Technos Technos Japan                                                                                      | Actiespel                            |
| Cosmo Gang: The Video                                                | 1992 | Namco Limited | Actiespel                            |
| Cosmo Police Galivan II: Arrow of Justice                            | 1993 | Nihon Bussan | Actiespel                            |
| Crayon Shin-chan: Arashi o Yobu Enji                                 | 1993 | Bandai | Actiespel                            |
| Crystal Beans From Dungeon Explorer                                  | 1995 | Hudson Soft | Actiespel RPG                        |
| Cutthroat Island                                                     | 1996 | LJN | Actiespel                            |
| Cyber Knight                                                         | 1992 | Tonkinhouse | RPG                                  |
| Cyber Knight II: Chikyū Teikoku no Yabō                              | 1994 | Tonkinhouse | RPG                                  |
| Cybernator                                                           | 1992 | Konami Masaya | Actiespel                            |
| Cyber Spin                                                           | 1992 | TAKARA | Autoracespel                         |
| Cyborg 009                                                           | 1994 | Toei Animation | Actiespel                            |
| Daffy Duck: The Marvin Missions                                      | 1993 | Sun Corporation | Actiespel                            |
| Daikaijū Monogatari                                                  | 1994 | Hudson Soft | RPG                                  |
| Darius Twin                                                          | 1991 | Taito | Actiespel                            |
| Dark Half                                                            | 1996 | Enix | RPG                                  |
| Dark Kingdom                                                         | 1994 | Telenet Japan | RPG                                  |
| Dark Law: The Meaning of Death                                       | 1997 | ASCII Corporation                                                                                                   | RPG                                  |
| David Crane's Amazing Tennis                                         | 1992 | Absolute Entertainment Pack-In-Video                                                                                | Sportspel                            |
| Daze Before Christmas                                                | 1994 | Sun Corporation | Actiespel                            |
| Deadly Moves                                                         | 1992 | Kaneko Kaneko USA                                                                                                   | Actiespel                            |
| The Death and Return of Superman                                     | 1994 | Sun Corporation | Actiespel                            |
| Demolition Man                                                       | 1995 | Virgin Interactive Entertainment Acclaim Entertainment                                                              | Actiespel                            |
| Demon's Crest                                                        | 1994 | Capcom | Actiespel                            |
| Dennis                                                               | 1993 | Ocean Software | Actiespel                            |
| Der Langrisser                                                       | 1995 | Masaya | RPG Strategiespel                    |
| Desert Strike: Return to the Gulf                                    | 1992 | Electronic Arts | Actiespel                            |
| D-Force                                                              | 1991 | Asmik | Actiespel                            |
| Dig & Spike Volleyball                                               | 1992 | Hudson Soft Tonkinhouse                                                                                             | Sportspel                            |
| DinoCity                                                             | 1992 | Irem America Irem                                                                                                   | Actiespel                            |
| Dino Dini's Soccer                                                   | 1994 | Virgin Interactive Entertainment (Europe)                                                                           | Sportspel                            |
| Dirt Racer                                                           | 1995 | Elite Systems | Autoracespel                         |
| Dirt Trax FX                                                         | 1995 | Acclaim Entertainment                                                                                               | Actiespel Autoracespel Sportspel     |
| Disney's Aladdin                                                     | 1993 | Capcom | Actiespel                            |
| Disney's Beauty and the Beast                                        | 1994 | Hudson Soft | Actiespel                            |
| Disney's Bonkers                                                     | 1994 | Capcom | Actiespel                            |
| Disney's Magical Quest 3 starring Mickey & Donald                    | 1995 | Capcom | Actiespel                            |
| Disney's The Jungle Book                                             | 1994 | Virgin Interactive Entertainment Virgin Interactive Entertainment (Europe) Virgin Interactive Entertainment (Japan) | Actiespel                            |
| Disney's Timon & Pumbaa's Jungle Games                               | 1997 | THQ | Actiespel                            |
| Disney's Toy Story                                                   | 1995 | Disney Interactive Capcom                                                                                           | Actiespel                            |
| Dōkyūsei 2                                                           | 1997 | Banpresto | Avonturenspel                        |
| Donkey Kong Country                                                  | 1994 | Nintendo | Actiespel                            |
| Donkey Kong Country 2: Diddy's Kong Quest                            | 1995 | Nintendo | Actiespel                            |
| Donkey Kong Country 3: Dixie Kong's Double Trouble!                  | 1996 | Nintendo | Actiespel                            |
| Doom                                                                 | 1996 | Imagineer Williams Entertainment Ocean Software                                                                     | Actiespel                            |
| Doomsday Warrior                                                     | 1992 | Renovation Products Shin-Nihon Laser Soft                                                                           | Actiespel                            |
| Doom Troopers: Mutant Chronicles                                     | 1995 | Playmates Interactive Entertainment                                                                                 | Actiespel                            |
| Doraemon 2: Nobita no Toys Land Daibōken                             | 1993 | Epoch | Actiespel                            |
| Doraemon 3: Nobita to Toki no Hōgyoku                                | 1994 | Epoch | Actiespel                            |
| Doraemon 4: Nobita to Tsuki no Ōkoku                                 | 1995 | Epoch | Actiespel                            |
| Doraemon: Nobita to Yōsei no Kuni                                    | 1993 | Epoch | Actiespel                            |
| Do Re Mi Fantasy: Milon no DokiDoki Daibōken                         | 1996 | Hudson Soft | Actiespel                            |
| Dossun! Ganseki Battle                                               | 1994 | I'Max | Strategiespel                        |
| Double Dragon V: The Shadow Falls                                    | 1994 | Tradewest | Actiespel                            |
| Downtown Nekketsu Baseball Monogatari                                | 1993 | Technos Japan | Actiespel Sportspel                  |
| Dragon Ball Z: Chō Saiya Densetsu                                    | 1992 | Bandai | RPG                                  |
| Dragon Ball Z: Hyper Dimension                                       | 1996 | Bandai | Actiespel                            |
| Dragon Ball Z: Super Butōden                                         | 1993 | Bandai | Actiespel                            |
| Dragon Ball Z: Super Butōden 2                                       | 1993 | Bandai | Actiespel                            |
| Dragon Ball Z: Super Butōden 3                                       | 1994 | Bandai | Actiespel                            |
| Dragon Ball Z: Super Gokūden - Kakusei-hen                           | 1995 | Bandai | Actiespel                            |
| Dragon Ball Z: Super Gokūden - Totsugeki-hen                         | 1995 | Bandai | Actiespel                            |
| Dragon Knight 4                                                      | 1996 | Banpresto | RPG Strategiespel                    |
| Dragon Quest I & II                                                  | 1993 | Enix | RPG                                  |
| Dragon Quest VI: Maboroshi no Daichi                                 | 1995 | Enix | RPG                                  |
| Dragon Quest V: Tenkū no Hanayome                                    | 1992 | Enix | RPG                                  |
| Dragon's Lair                                                        | 1992 | Elite Systems Data East Konami                                                                                      | Actiespel                            |
| Dragon Slayer: The Legend of Heroes                                  | 1992 | Epoch | RPG                                  |
| Dragon Slayer: The Legend of Heroes II                               | 1993 | Epoch | RPG                                  |
| Dragon: The Bruce Lee Story                                          | 1993 | Virgin Interactive Entertainment (Europe) Acclaim Entertainment                                                     | Actiespel                            |
| Dragon View                                                          | 1994 | Kotobuki System | Actiespel RPG                        |
| Dragon Quest III                                                     | 1996 | Enix | RPG                                  |
| Drakkhen                                                             | 1991 | Kotobuki System Kemco/Seika                                                                                         | RPG                                  |
| Dream TV                                                             | 1992 | Triffix Entertainment                                                                                               | Actiespel                            |
| Dr. Mario                                                            | 1998 | Nintendo | Strategiespel                        |
| Dual Orb                                                             | 1993 | I'Max | RPG                                  |
| Dual Orb II                                                          | 1994 | I'Max | RPG                                  |
| The Duel: Test Drive II                                              | 1992 | Accolade | Autoracespel Simulatiespel           |
| Dungeon Master                                                       | 1991 | JVC Musical Industries JVC Musical Industries Europe Limited Victor Musical Industries                              | RPG                                  |
| EarthBound                                                           | 1994 | Nintendo | RPG                                  |
| Earth Defense Force                                                  | 1991 | Jaleco | Actiespel                            |
| Earth light: luna strike                                             | 1996 | hudson soft | Actiespel                            |
| Earthworm Jim                                                        | 1994 | TAKARA Playmates Interactive Entertainment                                                                          | Actiespel                            |
| Earthworm Jim 2                                                      | 1995 | Playmates Interactive Entertainment                                                                                 | Actiespel                            |
| Edo no Kiba                                                          | 1993 | Micronet | Actiespel                            |
| Eek! the Cat                                                         | 1994 | Ocean Software | Actiespel                            |
| Elite Soccer                                                         | 1994 | Coconuts Japan Entertainment GameTek                                                                                | Simulatiespel Sportspel              |
| Emerald Dragon                                                       | 1995 | Media Works | RPG                                  |
| Emmitt Smith Football                                                | 1995 | JVC Musical Industries                                                                                              | Sportspel                            |
| Equinox                                                              | 1993 | Sony Music Entertainment (Japan) Sony Imagesoft                                                                     | Actiespel                            |
| ESPN Baseball Tonight                                                | 1994 | Sony Imagesoft | Sportspel                            |
| ESPN National Hockey Night                                           | 1994 | Sony Imagesoft | Sportspel                            |
| ESPN Speed World                                                     | 1994 | Sony Imagesoft | Autoracespel Simulatiespel           |
| ESPN Sunday Night NFL                                                | 1994 | Sony Imagesoft | Sportspel                            |
| European Football Champ                                              | 1992 | Taito | Actiespel Sportspel                  |
| E. V. O.: Search for Eden                                            | 1992 | Enix | Actiespel RPG                        |
| Extra Innings                                                        | 1991 | Epic/Sony Sony Imagesoft                                                                                            | Sportspel                            |
| Eye of the Beholder                                                  | 1994 | Capcom | RPG                                  |
| F-1 Grand Prix                                                       | 1992 | Video System | Autoracespel                         |
| F1 Pole Position                                                     | 1992 | Ubisoft Human Entertainment                                                                                         | Autoracespel Simulatiespel           |
| F1 Pole Position 2                                                   | 1993 | Human Entertainment                                                                                                 | Autoracespel                         |
| F1-ROC II: Race of Champions                                         | 1993 | SETA | Autoracespel Sportspel               |
| F1ROC: Race of Champions                                             | 1992 | SETA | Autoracespel                         |
| Faceball 2000                                                        | 1992 | Bullet-Proof Software                                                                                               | Actiespel                            |
| Famicom Tantei Club Part II: Ushiro ni Tatsu Shōjo                   | 1998 | Nintendo | Avonturenspel                        |
| Family Dog                                                           | 1993 | Malibu Games | Actiespel                            |
| Family Feud                                                          | 1993 | GameTek | Strategiespel                        |
| Fantastic Journey                                                    | 1994 | Konami | Actiespel                            |
| Farland Story                                                        | 1995 | Banpresto | RPG Strategiespel                    |
| Farland Story 2                                                      | 1995 | Banpresto | RPG Strategiespel                    |
| Fatal Fury: King of Fighters                                         | 1992 | TAKARA | Actiespel                            |
| Fatal Fury 2                                                         | 1993 | TAKARA | Actiespel                            |
| Fatal Fury Special                                                   | 1994 | TAKARA | Actiespel                            |
| FEDA: The Emblem of Justice                                          | 1994 | Yanoman Corporation                                                                                                 | RPG Strategiespel                    |
| FIFA 98: Road to World Cup                                           | 1997 | Electronic Arts | Sportspel                            |
| FIFA International Soccer                                            | 1994 | Electronic Arts Victor Entertainment Ocean Software                                                                 | Sportspel                            |
| FIFA Soccer 96                                                       | 1995 | Electronic Arts | Simulatiespel Sportspel              |
| FIFA Soccer 97                                                       | 1996 | Electronic Arts | Sportspel                            |
| Fighter's History                                                    | 1994 | Data East | Actiespel                            |
| Final Fantasy II                                                     | 1991 | Square Square Soft                                                                                                  | RPG                                  |
| Final Fantasy III                                                    | 1994 | Square Square Soft                                                                                                  | RPG                                  |
| Final Fantasy: Mystic Quest                                          | 1992 | Square Square Soft                                                                                                  | RPG                                  |
| Final Fantasy V                                                      | 1992 | Square | RPG                                  |
| Final Fight                                                          | 1990 | Capcom | Actiespel                            |
| Final Fight 2                                                        | 1993 | Capcom | Actiespel                            |
| Final Fight 3                                                        | 1995 | Capcom | Actiespel                            |
| Final Fight Guy                                                      | 1992 | Capcom | Actiespel                            |
| Fire Emblem: Monshō no Nazo                                          | 1993 | Nintendo | RPG Strategiespel                    |
| Fire Emblem: Seisen no Keifu                                         | 1996 | Nintendo | RPG Strategiespel                    |
| Fire Emblem: Thracia 776                                             | 1999 | Nintendo | RPG Strategiespel                    |
| The Firemen                                                          | 1994 | Human Entertainment                                                                                                 | Actiespel                            |
| Firepower 2000                                                       | 1992 | Coconuts Japan Entertainment Sun Electronics Storm                                                                  | Actiespel                            |
| Firestriker                                                          | 1993 | DTMC Hect | Actiespel                            |
| First Queen: Ornic Senki                                             | 1994 | Culture Brain | RPG Strategiespel                    |
| First Samurai                                                        | 1993 | Kotobuki System | Actiespel                            |
| Flashback                                                            | 1993 | U.S. Gold Sun Electronics                                                                                           | Actiespel                            |
| The Flintstones                                                      | 1995 | Ocean | Actiespel                            |
| The Flintstones: The Treasure of Sierra Madrock                      | 1994 | Taito | Actiespel                            |
| Football Fury                                                        | 1992 | American Sammy Corporation Sammy Corporation                                                                        | Sportspel                            |
| Foreman for Real                                                     | 1995 | Acclaim Japan Acclaim Entertainment                                                                                 | Sportspel                            |
| Frank Thomas Big Hurt Baseball                                       | 1995 | Acclaim Japan Acclaim Entertainment                                                                                 | Simulatiespel Sportspel              |
| Frantic Flea                                                         | 1996 | GameTek | Actiespel                            |
| Frog Feast                                                           | 2006 | Chaos89.com | Actiespel                            |
| Frogger                                                              | 1998 | Majesco Sales | Actiespel                            |
| From Tv animation Slam Dunk: SD Heat Up!!                            | 1995 | Bandai | Sportspel                            |
| Front Mission                                                        | 1995 | Square | RPG Strategiespel                    |
| Front Mission: Gun Hazard                                            | 1996 | Square | Actiespel RPG                        |
| Full Throttle: All-American Racing                                   | 1994 | Coconuts Japan Entertainment Cybersoft GameTek                                                                      | Actiespel Autoracespel               |
| Fun 'N Games                                                         | 1994 | Tradewest | Actiespel                            |
| F-Zero                                                               | 1990 | Nintendo Playtronic Industrial Ltda.                                                                                | Autoracespel                         |
| Galaxy Wars                                                          | 1995 | Imagineer | Actiespel                            |
| Ganbare Daiku no Gensan                                              | 1993 | Irem | Actiespel                            |
| Ganbare Goemon 2: Kiteretsu Shogun Magginesu                         | 1993 | Konami | Actiespel                            |
| Ganbare Goemon 3: Shishi Jūrokubee no Karakuri Manji-gatame          | 1994 | Konami | Actiespel                            |
| Ganbare Goemon Kirakira Dōchū: Boku ga Dancer ni Natta Wake          | 1995 | Konami | Actiespel                            |
| Gdleen                                                               | 1991 | SETA Corporation | RPG                                  |
| Gekisō Sentai Carranger: Zenkai! Racer Senshi                        | 1996 | Bandai | Actiespel                            |
| Gekitotsu Dangan Jidōsha Kessen: Battle Mobile                       | 1993 | System Sacom | Actiespel Autoracespel               |
| Gemfire                                                              | 1992 | KOEI | Strategiespel                        |
| Genghis Khan II: Clan of the Gray Wolf                               | 1993 | KOEI | Strategiespel                        |
| Genocide 2                                                           | 1994 | Kemco | Actiespel                            |
| George Foreman's KO Boxing                                           | 1992 | Acclaim Entertainment                                                                                               | Sportspel                            |
| Ghost Chaser Densei                                                  | 1994 | Banpresto | Actiespel                            |
| Ghoul Patrol                                                         | 1994 | JVC Musical Industries JVC Musical Industries Europe Limited Victor Entertainment                                   | Actiespel                            |
| Goal!                                                                | 1992 | Jaleco | Sportspel                            |
| G.O.D - Mezameyo to Yobu Koe ga Kikoe                                | 1996 | Imagineer | RPG                                  |
| Gods                                                                 | 1992 | Mindscape Mindscape International                                                                                   | Actiespel                            |
| Go Go Ackman                                                         | 1994 | Banpresto | Actiespel                            |
| Go Go Ackman 2                                                       | 1995 | Banpresto | Actiespel                            |
| Go Go Ackman 3                                                       | 1995 | Banpresto | Actiespel                            |
| Golden Fighter - Hiryu No Ken S                                      | 1992 | Culture Brain | Actiespel                            |
| Gon                                                                  | 1994 | Bandai | Actiespel                            |
| Goof Troop                                                           | 1993 | Capcom | Actiespel                            |
| Gourmet Sentai: Bara Yarou                                           | 1995 | Virgin Interactive Entertainment (Japan)                                                                            | Actiespel                            |
| GP-1                                                                 | 1993 | Atlus | Autoracespel Sportspel               |
| GP-1 Part II                                                         | 1994 | Atlus | Autoracespel Sportspel               |
| Gradius III                                                          | 1990 | Konami | Actiespel                            |
| Granhistoria: Genshi Sekaiki                                         | 1995 | Banpresto | RPG                                  |
| The Great Circus Mystery starring Mickey & Minnie                    | 1994 | Capcom | Actiespel                            |
| The Great Waldo Search                                               | 1993 | THQ | Actiespel Strategiespel              |
| GS Mikami: Joreishi wa Nice Body                                     | 1993 | Bandai | Actiespel                            |
| GunForce                                                             | 1992 | Irem America Irem                                                                                                   | Actiespel                            |
| Gunple: Gunman's Proof                                               | 1997 | ASCII Corporation                                                                                                   | Actiespel                            |
| Hagane: The Final Conflict                                           | 1994 | Hudson Soft | Actiespel                            |
| Hammerlock Wrestling                                                 | 1994 | Jaleco | Actiespel Sportspel                  |
| Hana no Keiji: Kumo no Kanata ni                                     | 1994 | Yojigen | Actiespel                            |
| Hanjuku Eiyū: Aa Sekai Yo Hanjuku Nare                               | 1992 | Square | Strategiespel                        |
| Haō Taikei: Ryu Knight                                               | 1994 | Bandai | Actiespel RPG                        |
| HardBall III                                                         | 1994 | Accolade | Sportspel                            |
| Harley's Humongous Adventure                                         | 1994 | Electronic Arts Hi-Tech Expressions Altron Corporation                                                              | Actiespel                            |
| Harukanaru Augusta                                                   | 1991 | T&E Soft | Sportspel                            |
| Harvest Moon                                                         | 1996 | Natsume Pack-In-Video                                                                                               | Simulatiespel                        |
| Hat Trick Hero 2                                                     | 1994 | Taito | Actiespel Sportspel                  |
| Head-On Soccer                                                       | 1995 | U.S. Gold U.S. Gold Computerspiele                                                                                  | Sportspel                            |
| Hebereke's Popoitto                                                  | 1995 | Sun Corporation | Strategiespel                        |
| Hebereke's Popoon                                                    | 1993 | Sun Electronics | Strategiespel                        |
| Heisei Shin Onigashima: Kōhen                                        | 1997 | Nintendo | Avonturenspel                        |
| Heisei Shin Onigashima: Zenpen                                       | 1997 | Nintendo | Avonturenspel                        |
| Herakles no Eikō 3: Kamigami no Chinmoku                             | 1992 | Data East | RPG                                  |
| Herakles no Eikō 4: Kamigami no Okurimono                            | 1994 | Data East | RPG                                  |
| Hey Punk! Are You Tuff E Nuff?                                       | 1993 | Jaleco | Actiespel                            |
| Hit the Ice: The Video Hockey League                                 | 1993 | Taito America Corporation                                                                                           | Actiespel Sportspel                  |
| Hokuto no Ken 5: Tenmaryūseiden: Ai * Zesshō                         | 1992 | Toei Animation | RPG                                  |
| Hokuto no Ken 6: Gekitō Denshōken Haō e no Michi                     | 1992 | Toei Animation | Actiespel                            |
| Hokuto no Ken 7 : Seiken Retsuden: Denshōsha e no Michi              | 1993 | Toei Animation | Actiespel                            |
| Hole in One                                                          | 1991 | HAL America HAL Laboratory                                                                                          | Sportspel                            |
| Holy Umbrella: Dondera no Mubo                                       | 1995 | Naxat Soft | Actiespel                            |
| Home Alone                                                           | 1991 | THQ | Actiespel                            |
| Home Alone 2: Lost in New York                                       | 1992 | THQ | Actiespel                            |
| Home Improvement: Power Tool Pursuit                                 | 1994 | Absolute Entertainment                                                                                              | Actiespel                            |
| Hook                                                                 | 1992 | Epic/Sony Sony Imagesoft                                                                                            | Actiespel                            |
| The Humans                                                           | 1993 | GameTek | Strategiespel                        |
| Hungry Dinosaurs                                                     | 1994 | Magical Company | Strategiespel                        |
| The Hunt for Red October                                             | 1993 | Hi-Tech Expressions Altron Corporation                                                                              | Actiespel                            |
| Hurricanes                                                           | 1994 | U.S. Gold | Actiespel                            |
| Hyper Iria                                                           | 1995 | Banpresto | Actiespel                            |
| Hyper V-Ball                                                         | 1992 | Ubisoft Video System McO'RIVER                                                                                      | Sportspel                            |
| HyperZone                                                            | 1991 | HAL Laboratory | Actiespel                            |
| The Ignition Factor                                                  | 1994 | Jaleco | Actiespel Strategiespel              |
| Ihatovo Monogatari                                                   | 1993 | Hect | Avonturenspel                        |
| Illusion of Gaia                                                     | 1993 | Enix Nintendo | Actiespel RPG                        |
| Imperium                                                             | 1992 | Vic Tokai Vic Tokai Corporation                                                                                     | Actiespel                            |
| Incantation                                                          | 1996 | Titus France | Actiespel                            |
| The Incredible Crash Dummies                                         | 1993 | Acclaim Japan LJN                                                                                                   | Actiespel                            |
| The Incredible Hulk                                                  | 1994 | U.S. Gold | Actiespel                            |
| Indiana Jones' Greatest Adventures                                   | 1994 | JVC Musical Industries Victor Entertainment                                                                         | Actiespel                            |
| Inindo: Way of the Ninja                                             | 1992 | KOEI | RPG                                  |
| Inspector Gadget                                                     | 1993 | Hudson Soft | Actiespel                            |
| International Sensible Soccer                                        | 1994 | Sony Imagesoft | Actiespel Sportspel                  |
| International Superstar Soccer                                       | 1994 | Konami | Sportspel                            |
| International Superstar Soccer Deluxe                                | 1995 | Konami | Sportspel                            |
| International Tennis Tour                                            | 1993 | Taito Micro World                                                                                                   | Sportspel                            |
| The Irem Skins Game                                                  | 1992 | Irem America | Sportspel                            |
| Iron Commando: Kotetsu no Senshi                                     | 1995 | Poppo | Actiespel                            |
| Itadaki Street 2: Neon Sign wa Bara-iro ni                           | 1994 | Enix | Strategiespel                        |
| The Itchy & Scratchy Game                                            | 1994 | Acclaim Entertainment                                                                                               | Actiespel                            |
| Ivan 'Ironman' Stewart's Super Off Road                              | 1992 | Tradewest Pack-In-Video                                                                                             | Autoracespel                         |
| Izzy's Quest for the Olympic Rings                                   | 1996 | U.S. Gold | Actiespel                            |
| Jack Nicklaus' Unlimited Golf & Course Design                        | 1992 | Tradewest | Sportspel                            |
| Jaki Crush                                                           | 1992 | NEC Home Electronics                                                                                                | Actiespel Simulatiespel              |
| Jaleco Rally: Big Run - The Supreme 4WD Challenge                    | 1991 | Jaleco | Actiespel Autoracespel               |
| James Bond Jr.                                                       | 1992 | THQ | Actiespel                            |
| James Pond 2: Codename: RoboCod                                      | 1993 | Victor Entertainment Ocean Software American Softworks Corporation Millennium Interactive                           | Actiespel                            |
| James Pond 3: Operation Starfish                                     | 1994 | Millennium Interactive                                                                                              | Actiespel                            |
| Jammit                                                               | 1994 | GTE Entertainment                                                                                                   | Sportspel                            |
| Jelly Boy                                                            | 1994 | Ocean Software | Actiespel                            |
| Jeopardy!                                                            | 1992 | GameTek | Educatiespel                         |
| Jeopardy! Deluxe Edition                                             | 1994 | GameTek | Strategiespel                        |
| Jeopardy! Sports Edition                                             | 1994 | GameTek | Strategiespel                        |
| The Jetsons: Invasion of the Planet Pirates                          | 1994 | Taito | Actiespel                            |
| Jikkyō Oshaberi Parodius                                             | 1995 | Konami | Actiespel                            |
| Jikkyou Power Pro Wrestling '96: Max Voltage                         | 1996 | Konami | Actiespel Sportspel                  |
| Jim Lee's WildC.A.T.S: Covert Action Teams                           | 1995 | Playmates Interactive Entertainment                                                                                 | Actiespel                            |
| Jimmy Connors Pro Tennis Tour                                        | 1992 | Ubisoft Misawa Entertainment                                                                                        | Actiespel Simulatiespel Sportspel    |
| Jimmy Houston's Bass Tournament U.S.A.                               | 1995 | American Sammy Corporation Sammy Corporation                                                                        | Simulatiespel Sportspel              |
| Jim Power: The Lost Dimension in 3D                                  | 1993 | Electro Brain Playtronic Industrial Ltda.                                                                           | Actiespel                            |
| Joe & Mac 2: Lost in the Tropics                                     | 1994 | Data East | Actiespel                            |
| Joe & Mac: Caveman Ninja                                             | 1991 | Elite Systems Data East                                                                                             | Actiespel                            |
| John Madden Football                                                 | 1991 | Imagineer Electronic Arts                                                                                           | Sportspel                            |
| John Madden Football '93                                             | 1992 | Electronic Arts Victor Electronic Arts                                                                              | Sportspel                            |
| Jojo no Kimyō na Bōken                                               | 1993 | Cobra Team | RPG                                  |
| J.R.R Tolkien's Lord of the Rings - Volume One                       | 1994 | Interplay Productions                                                                                               | Actiespel RPG                        |
| Judge Dredd                                                          | 1995 | Acclaim Japan Acclaim Entertainment                                                                                 | Actiespel                            |
| Jungle no Ōja Tar-chan                                               | 1994 | Bandai | Actiespel                            |
| Jungle Strike                                                        | 1993 | Electronic Arts Victor Electronic Arts                                                                              | Actiespel                            |
| Jungle Wars 2: Kodai Mahō Atimos no Nazo                             | 1993 | Pony Canyon | RPG                                  |
| Jurassic Park                                                        | 1993 | Ocean Europe Limited Jaleco Ocean                                                                                   | Actiespel                            |
| Jurassic Park Part 2: The Chaos Continues                            | 1994 | Ocean | Actiespel                            |
| Justice League Task Force                                            | 1995 | Acclaim Japan Acclaim Entertainment                                                                                 | Actiespel                            |
| Jyutei Senki                                                         | 1993 | Enix | Strategiespel                        |
| Kaizō Chōjin Shubibinman Zero                                        | 1997 | Masaya | Actiespel                            |
| Kamen Rider SD: Shutsugeki!! Rider Machine                           | 1993 | Bandai | Actiespel                            |
| Kawasaki Caribbean Challenge                                         | 1993 | GameTek | Autoracespel                         |
| Kawasaki Superbike Challenge                                         | 1995 | Time Warner Interactive                                                                                             | Autoracespel                         |
| Keeper                                                               | 1994 | Datam Polystar | Actiespel Strategiespel              |
| Kendo Rage                                                           | 1993 | SETA Datam Polystar                                                                                                 | Actiespel                            |
| Ken Griffey Jr Presents Major League Baseball                        | 1994 | Nintendo | Simulatiespel Sportspel              |
| Ken Griffey Jr.'s Winning Run                                        | 1996 | Nintendo | Sportspel                            |
| Kenyū Densetsu Yaiba                                                 | 1994 | Banpresto | Actiespel RPG                        |
| Kero Kero Keroppi no Bōken Nikki: Nemureru Mori no Keroleen          | 1994 | Character Soft | RPG                                  |
| Kevin Keegan's Player Manager                                        | 1993 | Imagineer | Simulatiespel Sportspel              |
| Kick Off 2                                                           | 1991 | Imagineer Mindscape                                                                                                 | Sportspel                            |
| Kick Off 3: European Challenge                                       | 1994 | Vic Tokai Europe | Sportspel                            |
| Kid Klown in Crazy Chase                                             | 1994 | Kotobuki System Nintendo Kemco                                                                                      | Actiespel                            |
| Kidō Keisatsu Patlabor                                               | 1994 | Interbec | RPG                                  |
| Kidō Senshi V Gundam                                                 | 1994 | Bandai | Actiespel                            |
| Kikou Keisatsu Metal Jack                                            | 1992 | Atlus | Actiespel                            |
| Killer Instinct                                                      | 1995 | Nintendo | Actiespel                            |
| King Arthur's World                                                  | 1992 | Jaleco | Strategiespel                        |
| King Arthur & the Knights of Justice                                 | 1994 | Enix | Actiespel                            |
| The King of Dragons                                                  | 1994 | Capcom | Actiespel                            |
| King of the Monsters                                                 | 1992 | TAKARA | Actiespel                            |
| King of the Monsters 2: The Next Thing                               | 1993 | TAKARA | Actiespel                            |
| Kinnikuman: Dirty Challenger                                         | 1992 | Bandai | Actiespel Sportspel                  |
| Kirby's Ghost Trap                                                   | 1995 | Nintendo | Strategiespel                        |
| Kirby's Dream Course                                                 | 1994 | Nintendo | Sportspel                            |
| Kirby's Dream Land 3                                                 | 1997 | Nintendo | Actiespel                            |
| Kirby's Star Stacker                                                 | 1998 | Nintendo | Strategiespel                        |
| Kirby's Fun Pak                                                      | 1996 | Nintendo | Actiespel                            |
| Kishin Dōji ZENKI: Battle Raiden                                     | 1995 | Hudson Soft | Actiespel                            |
| Knights of the Round                                                 | 1994 | Capcom | Actiespel                            |
| Kōryu Densetsu Villgust: Kieta Shōjo                                 | 1992 | Bandai | RPG                                  |
| Kōshien 2                                                            | 1992 | K. Amusement Leasing                                                                                                | Sportspel                            |
| Kōshien 3                                                            | 1994 | Magical Company | Sportspel                            |
| Kōshien 4                                                            | 1995 | Magical Company | Sportspel                            |
| Krusty's Fun House                                                   | 1992 | Acclaim Japan Acclaim Entertainment                                                                                 | Actiespel                            |
| Kunio-kun no Dodge Ball da yo: Zenin Shūgo                           | 1993 | Technos Japan | Actiespel Sportspel                  |
| Kunio no Oden                                                        | 1994 | Technos Japan | Actiespel Strategiespel              |
| Kūsō Kagaku Sekai Gulliver Boy                                       | 1996 | Bandai | Actiespel RPG                        |
| Kyle Petty's No Fear Racing                                          | 1995 | Williams Entertainment Virgin Interactive Entertainment (Japan)                                                     | Autoracespel                         |
| Kyūyaku Megami Tensei: Megami Tensei I ・II                          | 1995 | Atlus | RPG                                  |
| Lady Stalker: Kako kara no Chōsen                                    | 1995 | Taito | Actiespel                            |
| Lagoon                                                               | 1991 | Kotobuki System Kemco/Seika                                                                                         | Actiespel RPG                        |
| Lamborghini: American Challenge                                      | 1993 | Titus France | Autoracespel                         |
| Laplace no Ma                                                        | 1995 | Vic Tokai | RPG                                  |
| Last Action Hero                                                     | 1993 | Sony Imagesoft | Actiespel Autoracespel               |
| The Last Battle                                                      | 1994 | Teichiku LTD. | RPG                                  |
| The Lawnmower Man                                                    | 1993 | Coconuts Japan Entertainment THQ                                                                                    | Actiespel                            |
| Legend                                                               | 1993 | Seika Corporation Sony Imagesoft                                                                                    | Actiespel                            |
| The Legend of the Mystical Ninja                                     | 1991 | Konami | Actiespel                            |
| The Legend of Zelda: A Link to the Past                              | 1991 | Nintendo Playtronic Industrial Ltda.                                                                                | Actiespel                            |
| Lemmings                                                             | 1991 | Sun Corporation Sun Electronics                                                                                     | Strategiespel                        |
| Lemmings 2: The Tribes                                               | 1994 | Psygnosis Limited Sun Corporation                                                                                   | Strategiespel                        |
| Lennus II: Fūin no Shito                                             | 1996 | Asmik Ace Entertainment                                                                                             | RPG                                  |
| Lester the Unlikely                                                  | 1994 | DTMC Asmik Corporation                                                                                              | Actiespel                            |
| Lethal Enforcers                                                     | 1994 | Konami | Actiespel                            |
| Lethal Weapon                                                        | 1992 | Ocean | Actiespel                            |
| Libble Rabble                                                        | 1994 | Namco Limited | Actiespel                            |
| Liberty or Death                                                     | 1994 | KOEI | Strategiespel                        |
| The Lion King                                                        | 1994 | Virgin Interactive Entertainment Virgin Interactive Entertainment (Japan)                                           | Actiespel                            |
| Little Magic                                                         | 1993 | Altron Corporation                                                                                                  | Strategiespel                        |
| Live a Live                                                          | 1994 | Square | RPG                                  |
| Lock On                                                              | 1993 | Vic Tokai Asmik Corporation                                                                                         | Actiespel                            |
| Lode Runner Twin: Justy to Liberty no Daibōken                       | 1994 | T&E Soft | Actiespel                            |
| Looney Tunes B-Ball                                                  | 1994 | Sun Corporation | Sportspel                            |
| Lord Monarch                                                         | 1992 | Epoch | Strategiespel                        |
| The Lost Vikings                                                     | 1992 | Interplay Productions T&E Soft                                                                                      | Actiespel Strategiespel              |
| Love Quest                                                           | 1995 | Tokuma Shoten Publishing                                                                                            | RPG                                  |
| Lucky Luke                                                           | 1997 | Infogrames Multimedia                                                                                               | Actiespel                            |
| Lufia II: Rise of the Sinistrals                                     | 1996 | Taito Natsume | RPG                                  |
| Lufia & the Fortress of Doom                                         | 1993 | Taito Taito America Corporation                                                                                     | RPG                                  |
| Madden NFL '94                                                       | 1993 | Electronic Arts Victor Electronic Arts                                                                              | Sportspel                            |
| Madden NFL 95                                                        | 1994 | Electronic Arts | Sportspel                            |
| Madden NFL 96                                                        | 1995 | Electronic Arts | Sportspel                            |
| Madden NFL 97                                                        | 1996 | Electronic Arts | Sportspel                            |
| Madden NFL 98                                                        | 1997 | Electronic Arts | Sportspel                            |
| Madō Monogatari: Hanamaru Daiyōchienji                               | 1996 | Tokuma Shoten Publishing                                                                                            | RPG                                  |
| Magical Drop                                                         | 1996 | Data East | Strategiespel                        |
| Magical Drop II                                                      | 1996 | Data East | Strategiespel                        |
| Magical Pop'n                                                        | 1995 | Pack-In-Video | Actiespel                            |
| The Magical Quest Starring Mickey Mouse                              | 1992 | Capcom | Actiespel                            |
| Magical Taruruuto-kun: Magic Adventure                               | 1992 | Bandai | Actiespel                            |
| Magic Boy                                                            | 1993 | JVC Musical Industries                                                                                              | Actiespel                            |
| Magic Knight Rayearth                                                | 1995 | Tomy | RPG                                  |
| Magic Sword                                                          | 1992 | Capcom | Actiespel                            |
| Magna Braban: Henreki no Yusha                                       | 1994 | ASK Kodansha | RPG                                  |
| Mahjong Gokū Tenjiku                                                 | 1994 | Chat Noir | Strategiespel                        |
| Mahjong Taikai II                                                    | 1994 | KOEI | Strategiespel                        |
| Mahōjin GuruGuru 2                                                   | 1996 | Enix | RPG                                  |
| Majin Tensei                                                         | 1994 | Atlus | RPG Strategiespel                    |
| Majin Tensei II: Spiral Nemesis                                      | 1995 | Atlus | RPG Strategiespel                    |
| Majūō                                                                | 1995 | KSS | Actiespel                            |
| Makeruna! Makendō 2                                                  | 1995 | Datam Polystar | Actiespel                            |
| Märchen Adventure Cotton 100%                                        | 1994 | Datam Polystar | Actiespel                            |
| Mario is Missing!                                                    | 1992 | Nintendo | Educatiespel                         |
| Mario Paint                                                          | 1992 | Nintendo Playtronic Industrial                                                                                      | Educatiespel                         |
| Mario's Early Years: Fun With Letters                                | 1994 | The Software Toolworks                                                                                              | Educatiespel                         |
| Mario's Early Years: Fun with Numbers                                | 1994 | Nintendo | Educatiespel                         |
| Mario's Early Years: Preschool Fun                                   | 1994 | Nintendo | Educatiespel                         |
| Mario's Super Picross                                                | 1995 | Nintendo | Strategiespel                        |
| Mario's Time Machine                                                 | 1993 | The Software Toolworks                                                                                              | Avonturenspel Educatiespel           |
| Mario & Wario                                                        | 1993 | Nintendo | Strategiespel                        |
| Mark Davis' The Fishing Master                                       | 1996 | Natsume | Simulatiespel Sportspel              |
| Marko                                                                | 1995 | Acclaim Entertainment                                                                                               | Actiespel                            |
| Marvel Super Heroes in War of the Gems                               | 1996 | Capcom | Actiespel                            |
| Mary Shelley's Frankenstein                                          | 1994 | Sony Imagesoft | Actiespel                            |
| The Mask                                                             | 1995 | THQ Virgin Interactive Entertainment (Japan)                                                                        | Actiespel                            |
| Maten Densetsu: Senritsu no Ooparts                                  | 1995 | TAKARA | RPG                                  |
| Math Blaster: Episode One - In Search of Spot                        | 1994 | Davidson & Associates Western Technologies                                                                          | Educatiespel                         |
| Maui Mallard in Cold Shadow                                          | 1996 | Disney Interactive Capcom                                                                                           | Actiespel                            |
| Mazinger Z                                                           | 1993 | Bandai | Actiespel                            |
| Mecarobot Golf                                                       | 1993 | Toho | Sportspel                            |
| MechWarrior                                                          | 1993 | Activision Victor Musical Industries                                                                                | Actiespel                            |
| Mega lo Mania                                                        | 1993 | Imagineer | Strategiespel                        |
| Mega Man 7                                                           | 1995 | Laguna Videospiele Vertriebs & Marketing Capcom                                                                     | Actiespel                            |
| Mega Man & Bass                                                      | 1998 | Capcom | Actiespel                            |
| Mega Man Soccer                                                      | 1994 | Capcom | Sportspel                            |
| Mega Man X                                                           | 1993 | Nintendo UK Entertainment Limited Capcom                                                                            | Actiespel                            |
| Mega Man X2                                                          | 1994 | Laguna Videospiele Vertriebs & Marketing Capcom                                                                     | Actiespel                            |
| Mega Man X3                                                          | 1995 | Laguna Videospiele Vertriebs & Marketing Capcom                                                                     | Actiespel                            |
| Megami Tensei Gaiden: Last Bible III                                 | 1995 | Atlus | RPG                                  |
| Metal Combat: Falcon's Revenge                                       | 1993 | Nintendo | Actiespel                            |
| Metal Marines                                                        | 1993 | Namco Limited Namco Hometek                                                                                         | Strategiespel                        |
| Metal Max 2                                                          | 1993 | Data East | RPG                                  |
| Metal Max Returns                                                    | 1995 | Data East | RPG                                  |
| Metal Morph                                                          | 1994 | FCI | Actiespel                            |
| Metal Warriors                                                       | 1995 | Konami | Actiespel                            |
| Michael Andretti's Indy Car Challenge                                | 1994 | Bullet-Proof Software                                                                                               | Autoracespel Sportspel               |
| Michael Jordan: Chaos in the Windy City                              | 1994 | Electronic Arts | Actiespel                            |
| Mickey Mania                                                         | 1994 | Capcom Sony Electronic Publishing                                                                                   | Actiespel                            |
| Mickey's Ultimate Challenge                                          | 1994 | Hi-Tech Expressions                                                                                                 | Strategiespel                        |
| Micro Machines                                                       | 1994 | Ocean Software | Autoracespel                         |
| Micro Machines 2: Turbo Tournament                                   | 1995 | Ocean Software | Actiespel Autoracespel               |
| Might and Magic II: Gates to Another World                           | 1993 | LOZC/G. Amusements Elite Systems                                                                                    | RPG                                  |
| Might and Magic III: Isles of Terra                                  | 1995 | FCI | RPG                                  |
| Mighty Morphin Power Rangers                                         | 1995 | Bandai | Actiespel                            |
| Mighty Morphin Power Rangers: The Fighting Edition                   | 1995 | Bandai | Actiespel                            |
| Mighty Morphin Power Rangers: The Movie                              | 1995 | Bandai | Actiespel                            |
| Miracle Girls: Tomomi to Mikage no Miracle World Adventure           | 1993 | TAKARA | Actiespel                            |
| The Miracle Piano Teaching System                                    | 1991 | The Software Toolworks                                                                                              | Educatiespel                         |
| MLBPA Baseball                                                       | 1994 | Coconuts Japan Entertainment Electronic Arts G.X. Media                                                             | Sportspel                            |
| Mo Hawk & Headphone Jack                                             | 1995 | THQ | Actiespel                            |
| Monopoly                                                             | 1992 | Parker Brothers | Strategiespel                        |
| Monstania                                                            | 1996 | Pack-In-Video | RPG Strategiespel                    |
| Morph                                                                | 1993 | Sony Electronic Publishing                                                                                          | Actiespel Strategiespel              |
| Mortal Kombat                                                        | 1993 | Acclaim Japan Acclaim Entertainment                                                                                 | Actiespel                            |
| Mortal Kombat 3                                                      | 1995 | Williams Entertainment                                                                                              | Actiespel                            |
| Mortal Kombat II                                                     | 1994 | Acclaim Entertainment                                                                                               | Actiespel                            |
| Mōryō Senki Madara 2                                                 | 1993 | Konami | RPG                                  |
| Mr. Do!                                                              | 1995 | Imagineer | Actiespel                            |
| Mr. Nutz                                                             | 1994 | SOFEL Ocean | Actiespel                            |
| Ms. Pac-Man                                                          | 1996 | Williams Entertainment                                                                                              | Actiespel                            |
| MTV's Beavis and Butt-Head                                           | 1994 | Viacom New Media | Actiespel                            |
| Mujintō Monogatari                                                   | 1996 | KSS | Simulatiespel                        |
| Musya: The Classic Japanese Tale of Horror                           | 1992 | SETA Datam Polystar                                                                                                 | Actiespel                            |
| Mutant Fighters: Death Brade                                         | 1993 | I'Max | Actiespel                            |
| Mystery Dungeon: Shiren the Wanderer                                 | 1995 | Chunsoft | Actiespel RPG                        |
| Mystic Ark                                                           | 1995 | Enix | RPG                                  |
| Natsume Championship Wrestling                                       | 1994 | Natsume | Sportspel                            |
| NBA All-Star Challenge                                               | 1992 | Acclaim Japan LJN                                                                                                   | Sportspel                            |
| NBA Give 'n Go                                                       | 1995 | Konami | Sportspel                            |
| NBA Hang Time                                                        | 1996 | Midway Games | Sportspel                            |
| NBA Jam                                                              | 1994 | Acclaim Japan Acclaim Entertainment Playtronic Industrial                                                           | Actiespel Sportspel                  |
| NBA Jam Tournament Edition                                           | 1994 | Acclaim Japan Acclaim Entertainment                                                                                 | Actiespel Sportspel                  |
| NBA Live 95                                                          | 1994 | Electronic Arts Victor Electronic Arts                                                                              | Sportspel                            |
| NBA Live 96                                                          | 1996 | Electronic Arts | Sportspel                            |
| NBA Live 97                                                          | 1996 | Electronic Arts | Sportspel                            |
| NBA Live 98                                                          | 1997 | Electronic Arts | Sportspel                            |
| NBA Showdown                                                         | 1993 | Electronic Arts Victor Electronic Arts                                                                              | Sportspel                            |
| NCAA Basketball                                                      | 1992 | Nintendo Playtronic Industrial HAL Laboratory                                                                       | Sportspel                            |
| NCAA Final Four Basketball                                           | 1995 | Mindscape | Sportspel                            |
| NCAA Football                                                        | 1994 | Mindscape | Sportspel                            |
| Nekketsu Tairiku: Burning Heroes                                     | 1995 | Enix | RPG                                  |
| Neugier: Umi to Kaze no Kōdō                                         | 1993 | Telenet Japan | Actiespel                            |
| New Horizons                                                         | 1994 | KOEI | Simulatiespel Strategiespel          |
| Newman/Haas IndyCar featuring Nigel Mansell                          | 1994 | Acclaim Japan Acclaim Entertainment                                                                                 | Autoracespel                         |
| NFL Football                                                         | 1993 | Konami | Sportspel                            |
| NFL Quarterback Club                                                 | 1994 | Acclaim Japan LJN                                                                                                   | Sportspel                            |
| NFL Quarterback Club 96                                              | 1995 | Acclaim Japan Acclaim Entertainment                                                                                 | Sportspel                            |
| NHL '94                                                              | 1993 | Electronic Arts Victor Electronic Arts                                                                              | Sportspel                            |
| NHL 95                                                               | 1994 | Electronic Arts | Sportspel                            |
| NHL 96                                                               | 1995 | Electronic Arts | Sportspel                            |
| NHL 97                                                               | 1996 | Electronic Arts | Actiespel Simulatiespel Sportspel    |
| NHL 98                                                               | 1997 | Electronic Arts | Sportspel                            |
| NHLPA Hockey '93                                                     | 1992 | Electronic Arts | Sportspel                            |
| NHL Stanley Cup                                                      | 1993 | Nintendo | Sportspel                            |
| Nickelodeon: Aaahh!!! Real Monsters                                  | 1995 | Viacom New Media | Actiespel                            |
| Nickelodeon GUTS                                                     | 1994 | Viacom New Media | Actiespel Sportspel                  |
| Nigel Mansell's World Championship Racing                            | 1993 | Nissho Iwai Infocom Systems GameTek                                                                                 | Autoracespel                         |
| Nightmare Busters                                                    | 2013 | Super Fighter Team                                                                                                  | Actiespel                            |
| Ninja Gaiden Trilogy                                                 | 1995 | Tecmo | Actiespel                            |
| The Ninja Warriors                                                   | 1994 | Taito Titus France                                                                                                  | Actiespel                            |
| Nintendo Campus Challenge                                            | 1992 | Nintendo | competitiespel                       |
| Nintendo PowerFest '94                                               | 1994 | Nintendo | competitiespel                       |
| Nobunaga no Yabō: Haōden                                             | 1993 | KOEI | Strategiespel                        |
| Nobunaga's Ambition                                                  | 1991 | KOEI | Strategiespel                        |
| Nobunaga's Ambition: Lord of Darkness                                | 1991 | KOEI | Strategiespel                        |
| No Escape                                                            | 1994 | Sony Imagesoft | Actiespel                            |
| Nolan Ryan's Baseball                                                | 1991 | SETA Corporation Romstar Incorporated                                                                               | Sportspel                            |
| Norse by Norse West: The Return of the Lost Vikings                  | 1997 | Interplay Entertainment                                                                                             | Actiespel Strategiespel              |
| Nosferatu                                                            | 1994 | SETA SETA Corporation                                                                                               | Actiespel                            |
| Obitus                                                               | 1994 | Psygnosis Limited                                                                                                   | Actiespel RPG                        |
| Ogre Battle                                                          | 1993 | Enix Quest | RPG Strategiespel                    |
| Oh-chan no Oekaki Logic                                              | 1995 | Sun Corporation | Strategiespel                        |
| Olympic Summer Games                                                 | 1996 | Black Pearl Software                                                                                                | Sportspel                            |
| On the Ball                                                          | 1992 | Taito | Actiespel Autoracespel Strategiespel |
| Operation Europe: Path to Victory 1939-45                            | 1993 | KOEI | Simulatiespel Strategiespel          |
| Operation Logic Bomb                                                 | 1993 | Jaleco | Actiespel                            |
| Operation Thunderbolt                                                | 1994 | Taito | Actiespel                            |
| Oscar                                                                | 1996 | Titus France | Actiespel                            |
| Outlander                                                            | 1993 | Mindscape | Actiespel Autoracespel               |
| Out of This Game                                                     | 1992 | Interplay Productions Victor Musical Industries                                                                     | Actiespel                            |
| Pac-Attack                                                           | 1993 | Namco Europe Limited Namco Hometek                                                                                  | Strategiespel                        |
| Pac-in-Time                                                          | 1995 | Namco Limited Namco Hometek                                                                                         | Actiespel                            |
| Packy & Marlon                                                       | 1995 | raya systems | Actiespel Educatiespel               |
| Pac-Man 2: The New Adventures                                        | 1994 | Namco Limited Namco Hometek                                                                                         | Avonturenspel                        |
| The Pagemaster                                                       | 1994 | Fox Interactive | Actiespel                            |
| Paladin's Quest                                                      | 1992 | Enix Asmik Corporation                                                                                              | RPG                                  |
| Panel de Pon                                                         | 1995 | Nintendo | Actiespel Strategiespel              |
| Paperboy 2                                                           | 1991 | Mindscape | Actiespel                            |
| Parodius                                                             | 1992 | Konami | Actiespel                            |
| The Peace Keepers                                                    | 1993 | Jaleco | Actiespel                            |
| PGA European Tour                                                    | 1996 | Black Pearl Software                                                                                                | Simulatiespel Sportspel              |
| PGA Tour 96                                                          | 1995 | Electronic Arts | Sportspel                            |
| PGA Tour Golf                                                        | 1991 | Imagineer Electronic Arts                                                                                           | Sportspel                            |
| Phalanx                                                              | 1991 | Kotobuki System | Actiespel                            |
| Phantom 2040                                                         | 1995 | Viacom New Media | Actiespel                            |
| Picross NP Vol.1                                                     | 1999 | Nintendo | Strategiespel                        |
| Picross NP Vol. 2                                                    | 1999 | Nintendo | Strategiespel                        |
| Picross NP Vol. 3                                                    | 1999 | Nintendo | Strategiespel                        |
| Picross NP Vol.4                                                     | 1999 | Nintendo | Strategiespel                        |
| Picross NP Vol.5                                                     | 1999 | Nintendo | Strategiespel                        |
| Picross NP Vol.6                                                     | 2000 | Nintendo | Strategiespel                        |
| Picross NP Vol.7                                                     | 2000 | Nintendo | Strategiespel                        |
| Picross NP Vol.8                                                     | 2000 | Nintendo | Strategiespel                        |
| Pieces                                                               | 1994 | Hori Electric Atlus                                                                                                 | Strategiespel                        |
| Pierre le Chef is... Out to Lunch                                    | 1993 | Mindscape Mindscape International                                                                                   | Actiespel                            |
| PilotWings                                                           | 1990 | Nintendo Playtronic Industrial                                                                                      | Simulatiespel                        |
| Pinball Dreams                                                       | 1994 | Coconuts Japan Entertainment GameTek                                                                                | Actiespel                            |
| Pinball Fantasies                                                    | 1995 | GameTek | Actiespel                            |
| Pink Goes to Hollywood                                               | 1993 | TecMagik Entertainment Altron Corporation                                                                           | Actiespel                            |
| Pinocchio                                                            | 1996 | Virgin Interactive Entertainment Buena Vista Games Capcom Nintendo                                                  | Actiespel                            |
| Pipe Dream                                                           | 1992 | Bullet-Proof Software                                                                                               | Strategiespel                        |
| The Pirates of Dark Water                                            | 1994 | Sun Corporation | Actiespel                            |
| Pitfall: The Mayan Adventure                                         | 1994 | Activision Pony Canyon                                                                                              | Actiespel                            |
| Pit-Fighter                                                          | 1991 | THQ | Actiespel                            |
| Plok                                                                 | 1993 | Tradewest Activision Japan                                                                                          | Actiespel                            |
| Pocky & Rocky                                                        | 1992 | Natsume | Actiespel                            |
| Pocky & Rocky 2                                                      | 1994 | Natsume | Actiespel                            |
| Popful Mail                                                          | 1994 | Nihon Falcom | Actiespel                            |
| Pop'n Twinbee                                                        | 1993 | Konami | Actiespel                            |
| Pop'n TwinBee Rainbow Bell Adventures                                | 1994 | Konami | Actiespel                            |
| Populous                                                             | 1990 | Imagineer Acclaim Entertainment                                                                                     | Strategiespel                        |
| Populous II: Trials of the Olympian Gods                             | 1993 | Imagineer | Strategiespel                        |
| Porky Pig's Haunted Holiday                                          | 1995 | Sun Corporation | Actiespel                            |
| Power Drive                                                          | 1994 | U.S. Gold | Actiespel Autoracespel               |
| Power Instinct                                                       | 1994 | Atlus Software Atlus                                                                                                | Actiespel                            |
| PowerMonger                                                          | 1993 | Imagineer | Strategiespel                        |
| Power Piggs of the Dark Age                                          | 1996 | Titus Software Corporation                                                                                          | Actiespel                            |
| Prehistorik Man                                                      | 1995 | Kotobuki System Titus Software Corporation                                                                          | Actiespel                            |
| Primal Rage                                                          | 1995 | Time Warner Interactive                                                                                             | Actiespel                            |
| Prince of Persia                                                     | 1992 | Masaya Konami | Actiespel                            |
| Prince of Persia 2: The Shadow & The Flame                           | 1995 | Psygnosis Limited                                                                                                   | Actiespel                            |
| Princess Maker: Legend of Another World                              | 1995 | TAKARA | RPG Simulatiespel                    |
| Princess Minerva                                                     | 1995 | Vic Tokai Corporation                                                                                               | RPG                                  |
| Pro Quarterback                                                      | 1992 | Tradewest | Sportspel                            |
| Pro Sport Hockey                                                     | 1994 | Jaleco | Sportspel                            |
| Psycho Dream                                                         | 1992 | Telenet Japan | Actiespel                            |
| P.T.O.: Pacific Theater of Operations                                | 1992 | KOEI | Educatiespel Strategiespel           |
| P.T.O.: Pacific Theater of Operations II                             | 1995 | KOEI | Simulatiespel Strategiespel          |
| Push-Over                                                            | 1992 | Ocean Software | Actiespel Strategiespel              |
| Putty                                                                | 1993 | Varie Corporation U.S. Gold                                                                                         | Actiespel                            |
| Putty Squad                                                          | 1994 | Ocean Software | Actiespel                            |
| Puyo Puyo                                                            | 1993 | Banpresto | Strategiespel                        |
| Puyo Puyo 2                                                          | 1995 | Compile | Strategiespel                        |
| Q*Bert 3                                                             | 1992 | NTV International Corporation Vap                                                                                   | Actiespel                            |
| Race Drivin'                                                         | 1992 | THQ | Autoracespel Simulatiespel           |
| Radical Dreamers: Nusumenai Hōseki                                   | 1996 | Square | Avonturenspel                        |
| Radical Rex                                                          | 1994 | Activision | Actiespel                            |
| Raiden                                                               | 1991 | Electro Brain Toei Animation                                                                                        | Actiespel                            |
| Rampart                                                              | 1992 | Electronic Arts | Actiespel Strategiespel              |
| Ranma 1/2: Akanekodan-teki Hihō                                      | 1993 | Rumic Soft | RPG                                  |
| Ranma 1/2: Chōgi Ranbu-hen                                           | 1994 | Rumic Soft | Actiespel                            |
| Ranma 1/2: Chōnai Gekitō Hen                                         | 1992 | Masaya | Actiespel                            |
| Ranma 1/2: Hard Battle                                               | 1992 | Masaya Ocean Software DTMC                                                                                          | Actiespel                            |
| RapJam: Volume One                                                   | 1995 | Motown Software | Sportspel                            |
| Realm                                                                | 1996 | Titus France | Actiespel                            |
| Record of Lodoss War                                                 | 1995 | Kadokawa Shoten | RPG                                  |
| Redline: F1 Racer                                                    | 1992 | LOZC/G. Amusements Absolute Entertainment Altron Corporation                                                        | Autoracespel                         |
| Rejoice: Aretha Ōkoku no Kanata                                      | 1992 | Yanoman Corporation                                                                                                 | Actiespel RPG                        |
| Relief Pitcher                                                       | 1994 | Left Field Productions                                                                                              | Sportspel                            |
| Rendering Ranger                                                     | 1995 | Virgin Interactive Entertainment (Japan)                                                                            | Actiespel                            |
| The Ren & Stimpy Show: Buckeroo$!                                    | 1995 | THQ | Actiespel                            |
| The Ren & Stimpy Show: Fire Dogs                                     | 1994 | THQ | Actiespel                            |
| The Ren & Stimpy Show: Time Warp                                     | 1994 | THQ | Actiespel                            |
| The Ren & Stimpy Show: Veediots!                                     | 1993 | THQ | Actiespel                            |
| Revolution X                                                         | 1995 | Acclaim Japan Acclaim Entertainment                                                                                 | Actiespel                            |
| Rex Ronan: Experimental Surgeon                                      | 1993 | Health Hero Network                                                                                                 | Actiespel Educatiespel               |
| Riddick Bowe Boxing                                                  | 1993 | Micronet Extreme Entertainment Group                                                                                | Sportspel                            |
| Rise of the Phoenix                                                  | 1994 | KOEI | Strategiespel                        |
| Rise of the Robots                                                   | 1995 | Acclaim Entertainment T&E Soft                                                                                      | Actiespel                            |
| Rival Turf                                                           | 1992 | Jaleco | Actiespel                            |
| Road Riot 4WD                                                        | 1992 | THQ | Autoracespel                         |
| Road Runner's Death Valley Rally                                     | 1992 | Sun Corporation Sun Electronics                                                                                     | Actiespel Autoracespel               |
| RoboCop 3                                                            | 1992 | Ocean Software | Actiespel                            |
| RoboCop Versus the Terminator                                        | 1993 | Virgin Games | Actiespel                            |
| Robotrek                                                             | 1994 | Enix | Actiespel RPG                        |
| The Rocketeer                                                        | 1992 | Information Global Service                                                                                          | Actiespel Autoracespel               |
| Rock 'n Roll Racing                                                  | 1993 | Namco Limited Interplay Productions                                                                                 | Autoracespel                         |
| Rocko's Modern Life: Spunky's Dangerous Day                          | 1994 | Viacom New Media | Actiespel                            |
| Rocky Rodent                                                         | 1993 | Irem America Irem                                                                                                   | Actiespel                            |
| Roger Clemens MVP Baseball                                           | 1992 | Acclaim Japan LJN                                                                                                   | Sportspel                            |
| Romance of the Three Kingdoms                                        | 1994 | KOEI | Strategiespel                        |
| Romance of the Three Kingdoms II                                     | 1992 | KOEI | Strategiespel                        |
| Romance of the Three Kingdoms III: Dragon of Destiny                 | 1992 | KOEI | Strategiespel                        |
| Romance of the Three Kingdoms IV: Wall of Fire                       | 1994 | KOEI | Strategiespel                        |
| Romancing SaGa                                                       | 1992 | Square | RPG                                  |
| Romancing SaGa 2                                                     | 1993 | Square | RPG                                  |
| Romancing SaGa 3                                                     | 1995 | Square | RPG                                  |
| RPM Racing                                                           | 1992 | Interplay Entertainment Victor Musical Industries                                                                   | Autoracespel                         |
| R-Type III: The Third Lightning                                      | 1993 | Jaleco Irem | Actiespel                            |
| Rudra no Hihō                                                        | 1996 | Square | RPG                                  |
| Ruin Arm                                                             | 1995 | Bandai | Actiespel RPG                        |
| Run Saber                                                            | 1993 | Atlus U.S.A. | Actiespel                            |
| Saban's Power Rangers Zeo: Battle Racers                             | 1996 | Bandai | Autoracespel                         |
| Samurai Shodown                                                      | 1994 | TAKARA U.S.A.CORP. TAKARA                                                                                           | Actiespel                            |
| Sansara Naga 2                                                       | 1994 | Victor Entertainment                                                                                                | RPG                                  |
| Saturday Night Slam Masters                                          | 1994 | Capcom | Actiespel Sportspel                  |
| Scooby-Doo Mystery                                                   | 1995 | Acclaim Entertainment                                                                                               | Avonturenspel                        |
| SeaQuest DSV                                                         | 1995 | Malibu Games | Actiespel                            |
| Secret of Evermore                                                   | 1995 | Nintendo Australia Square Soft Nintendo                                                                             | Actiespel RPG                        |
| Secret of Mana                                                       | 1993 | Square Square Soft                                                                                                  | Actiespel RPG                        |
| Secret of the Stars                                                  | 1993 | Tecmo | RPG                                  |
| Seifuku Densetsu: Pretty Fighter                                     | 1994 | Imagineer | Actiespel                            |
| Seiken Densetsu 3                                                    | 1995 | Square | Actiespel RPG                        |
| Sengoku                                                              | 1993 | Data East | Actiespel                            |
| Shadowrun                                                            | 1993 | Data East Laser Beam Entertainment                                                                                  | Actiespel RPG                        |
| Shanghai II: Dragon's Eye                                            | 1992 | Activision Hot-B | Strategiespel                        |
| Shaq Fu                                                              | 1994 | Electronic Arts | Actiespel                            |
| Shien's Revenge                                                      | 1994 | Vic Tokai Dynamic Planning                                                                                          | Actiespel                            |
| Shijō Saikyō League Serie A: Ace Striker                             | 1995 | TNN | Sportspel                            |
| Shin Kidō Senki Gundam Wing: Endless Duel                            | 1996 | Bandai | Actiespel                            |
| Shin Megami Tensei                                                   | 1992 | Atlus | RPG                                  |
| Shin Megami Tensei If...                                             | 1994 | Atlus | RPG                                  |
| Shin Megami Tensei II                                                | 1994 | Atlus | RPG                                  |
| Shin Momotarō Densetsu                                               | 1993 | Hudson Soft | RPG                                  |
| Shin Nekketsu Kōha Kunio-kun: Kunio-tachi no Banka                   | 1994 | Technos Japan | Actiespel                            |
| Shodai: Nekketsu Kōha Kunio-kun                                      | 1992 | Technos Japan | Actiespel RPG                        |
| Shutokō Battle '94: Drift King                                       | 1994 | Bullet-Proof Software                                                                                               | Autoracespel                         |
| Side Pocket                                                          | 1993 | Data East | Simulatiespel Sportspel              |
| Sid Meier's Civilization                                             | 1994 | KOEI Asmik Corporation                                                                                              | Strategiespel                        |
| SimAnt: The Electronic Ant Colony                                    | 1993 | Imagineer Maxis Software                                                                                            | Simulatiespel                        |
| SimCity                                                              | 1991 | Nintendo Playtronic Industrial                                                                                      | Simulatiespel                        |
| SimCity 2000                                                         | 1995 | Imagineer Black Pearl Software                                                                                      | Simulatiespel Strategiespel          |
| SimEarth: The Living Planet                                          | 1991 | FCI Imagineer | Educatiespel Simulatiespel           |
| The Simpsons: Bart's Nightmare                                       | 1993 | Acclaim Japan Acclaim Entertainment                                                                                 | Actiespel                            |
| Sink or Swim                                                         | 1994 | Titus France | Strategiespel                        |
| Sküljagger: Revolt of the Westicans                                  | 1992 | American Softworks Corporation                                                                                      | Actiespel                            |
| Skyblazer                                                            | 1993 | Sony Music Entertainment (Japan) Sony Imagesoft                                                                     | Actiespel                            |
| Slayers                                                              | 1994 | Banpresto | RPG                                  |
| SmartBall                                                            | 1991 | Epic/Sony Sony Imagesoft                                                                                            | Actiespel                            |
| Smash Tennis                                                         | 1993 | Namco Limited | Sportspel                            |
| Smash T.V.                                                           | 1991 | Acclaim Entertainment ASCII Corporation                                                                             | Actiespel                            |
| The Smurfs                                                           | 1994 | Infogrames Europe                                                                                                   | Actiespel                            |
| The Smurfs Travel the World                                          | 1996 | Infogrames Europe                                                                                                   | Actiespel                            |
| Snow White in Happily Ever After                                     | 1994 | American Softworks Corporation                                                                                      | Actiespel                            |
| Soccer Kid                                                           | 1993 | Yanoman Corporation Ocean Software                                                                                  | Actiespel                            |
| Soldiers of Fortune                                                  | 1993 | Spectrum Holobyte                                                                                                   | Actiespel                            |
| Solid Runner                                                         | 1997 | ASCII Corporation                                                                                                   | RPG                                  |
| Sonic Blast Man                                                      | 1992 | Taito | Actiespel                            |
| Sonic Blast Man II                                                   | 1994 | Taito | Actiespel                            |
| Soreyuke Ebisumaru! Karakuri Meiro - Kieta Goemon no Nazo!!          | 1996 | Konami | Strategiespel                        |
| SOS                                                                  | 1993 | Vic Tokai Field | Actiespel                            |
| Soul Blazer                                                          | 1992 | Enix | Actiespel RPG                        |
| Space Ace                                                            | 1993 | Imagineer Absolute Entertainment Empire Software                                                                    | Actiespel                            |
| Space Football: One on One                                           | 1992 | Triffix Entertainment Hiro                                                                                          | Sportspel                            |
| Space Invaders                                                       | 1994 | Taito Nintendo | Actiespel                            |
| Space Megaforce                                                      | 1992 | Toho | Actiespel                            |
| Spanky's Quest                                                       | 1991 | Natsume | Actiespel                            |
| Sparkster                                                            | 1994 | Konami | Actiespel                            |
| Spectre                                                              | 1994 | Cybersoft GameTek                                                                                                   | Actiespel Autoracespel Strategiespel |
| Speed Racer in My Most Dangerous Adventures                          | 1994 | Accolade | Actiespel Autoracespel               |
| Speedy Gonzales in Los Gatos Bandidos                                | 1994 | Acclaim Entertainment                                                                                               | Actiespel                            |
| Spider-Man                                                           | 1994 | LJN | Actiespel                            |
| Spider-Man & Venom: Maximum Carnage                                  | 1994 | LJN | Actiespel                            |
| Spider-Man & Venom: Separation Anxiety                               | 1995 | Acclaim Entertainment                                                                                               | Actiespel                            |
| Spider-Man X-Men: Arcade's Revenge                                   | 1992 | LJN | Actiespel                            |
| Spindizzy Worlds                                                     | 1992 | ASCII Corporation                                                                                                   | Actiespel                            |
| Spirou                                                               | 1995 | Infogrames Europe                                                                                                   | Actiespel                            |
| The Sporting News Baseball                                           | 1994 | Hudson Soft | Sportspel                            |
| Sports Illustrated Championship Football & Baseball                  | 1994 | Malibu Games | Sportspel                            |
| Star Fox                                                             | 1993 | Nintendo Playtronic Industrial                                                                                      | Actiespel                            |
| Star Fox: Super Weekend                                              | 1993 | Nintendo | Actiespel Simulatiespel              |
| Stargate                                                             | 1994 | Acclaim Japan Acclaim Entertainment                                                                                 | Actiespel                            |
| Star Ocean                                                           | 1996 | Enix | Actiespel RPG                        |
| Star Trek: Deep Space Nine - Crossroads of Time                      | 1995 | Playmates Interactive Entertainment                                                                                 | Actiespel                            |
| Star Trek: Starfleet Academy - Starship Bridge Simulator             | 1995 | Interplay Productions                                                                                               | Simulatiespel                        |
| Star Trek: The Next Generation - Echoes from the Past                | 1994 | Tokuma Shoten Publishing Spectrum Holobyte                                                                          | Actiespel                            |
| Steel Talons                                                         | 1993 | Tengen Left Field Entertainment                                                                                     | Actiespel Simulatiespel              |
| Sterling Sharpe: End 2 End                                           | 1995 | Jaleco | Sportspel                            |
| Stone Protectors                                                     | 1994 | Kotobuki System | Actiespel                            |
| Street Combat                                                        | 1993 | Irem | Actiespel                            |
| Street Fighter Alpha 2                                               | 1996 | Capcom Nintendo | Actiespel                            |
| Street Fighter II                                                    | 1992 | Capcom Playtronic Industrial Capcom                                                                                 | Actiespel                            |
| Street Fighter II Turbo                                              | 1993 | Capcom | Actiespel                            |
| Street Hockey '95                                                    | 1994 | GTE Entertainment                                                                                                   | Actiespel Sportspel                  |
| Street Racer                                                         | 1994 | Ubisoft | Autoracespel                         |
| Strike Gunner S.T.G.                                                 | 1992 | Athena NTV International Corporation                                                                                | Actiespel                            |
| Striker                                                              | 1992 | Atlus Software Elite Systems                                                                                        | Sportspel                            |
| Stunt Race FX                                                        | 1994 | Nintendo | Autoracespel                         |
| Sunset Riders                                                        | 1993 | Konami | Actiespel                            |
| Super Adventure Island                                               | 1992 | Hudson Soft | Actiespel                            |
| Super Adventure Island II                                            | 1994 | Hudson Soft | Actiespel                            |
| The Super Aquatic Games                                              | 1993 | Seika Corporation The Sales Curve                                                                                   | Sportspel                            |
| Super Back to the Future Part II                                     | 1993 | Toshiba-EMI | Actiespel Sportspel                  |
| Super Baseball 2020                                                  | 1993 | K. Amusement Leasing Tradewest                                                                                      | Actiespel Simulatiespel Sportspel    |
| Super Baseball Simulator 1.000                                       | 1991 | Culture Brain | Sportspel                            |
| Super Bases Loaded                                                   | 1991 | Jaleco | Sportspel                            |
| Super Bases Loaded 2                                                 | 1994 | Jaleco | Sportspel                            |
| Super Bases Loaded 3: License to Steal                               | 1995 | Jaleco | Sportspel                            |
| Super Batter Up                                                      | 1992 | Namco Hometek Namcot                                                                                                | Sportspel                            |
| Super Battleship: The Classic Naval Combat Game                      | 1993 | Mindscape | Actiespel Strategiespel              |
| Super Battletank                                                     | 1992 | Absolute Entertainment Pack-In-Video                                                                                | Actiespel Simulatiespel              |
| Super Battletank 2                                                   | 1994 | Absolute Entertainment Pack-In-Video                                                                                | Actiespel Simulatiespel              |
| Super Black Bass                                                     | 1992 | Hot-B | Simulatiespel Sportspel              |
| Super Bomberman                                                      | 1993 | Hudson Soft | Actiespel                            |
| Super Bomberman 2                                                    | 1994 | Hudson Soft | Actiespel                            |
| Super Bomberman 3                                                    | 1995 | Hudson Soft | Actiespel                            |
| Super Bomberman 4                                                    | 1996 | Hudson Soft | Actiespel                            |
| Super Bomberman 5                                                    | 1997 | Hudson Soft | Actiespel                            |
| Super Bomberman: Panic Bomber W                                      | 1995 | Hudson Soft | Strategiespel                        |
| Super Bonk                                                           | 1994 | Hudson Soft | Actiespel                            |
| Super Bowling                                                        | 1992 | Athena American Technos                                                                                             | Sportspel                            |
| Super Buster Bros.                                                   | 1992 | Capcom | Actiespel                            |
| Super Caesars Palace                                                 | 1993 | Coconuts Japan Entertainment Virgin Games                                                                           | Simulatiespel                        |
| Super Castlevania IV                                                 | 1991 | Konami | Actiespel                            |
| Super Chase H.Q.                                                     | 1993 | Taito | Actiespel Autoracespel               |
| Super Chinese World 2: Uchū Ichibuto Daikai                          | 1993 | Culture Brain | Actiespel RPG                        |
| Super Chinese World 3                                                | 1995 | Culture Brain | Actiespel RPG                        |
| Super Conflict                                                       | 1993 | Vic Tokai | Simulatiespel                        |
| Super Double Dragon                                                  | 1992 | Tradewest Technos Japan                                                                                             | Actiespel                            |
| Super Dropzone: Intergalactic Rescue Mission                         | 1994 | Psygnosis Limited                                                                                                   | Actiespel                            |
| Super Famicom Wars                                                   | 1998 | Nintendo | Strategiespel                        |
| Super Final Match Tennis                                             | 1994 | Human Entertainment                                                                                                 | Sportspel                            |
| Super Fire Pro Wrestling Premium X                                   | 1996 | Human Entertainment                                                                                                 | Sportspel                            |
| Super Fire Pro Wrestling Queen's Special                             | 1995 | Human Entertainment                                                                                                 | Sportspel                            |
| Super Ghouls 'N Ghosts                                               | 1991 | Capcom | Actiespel                            |
| Super Goal! 2                                                        | 1993 | Jaleco | Simulatiespel Sportspel              |
| Super Godzilla                                                       | 1993 | Toho Ltd. | Actiespel Strategiespel              |
| Super High Impact                                                    | 1993 | Acclaim Japan Acclaim Entertainment                                                                                 | Actiespel Sportspel                  |
| Super Kick Off                                                       | 1992 | Imagineer Ltd. Misawa Entertainment                                                                                 | Sportspel                            |
| Super Loopz                                                          | 1994 | Imagineer | Strategiespel                        |
| Super Mahjong Taikai                                                 | 1992 | KOEI | Strategiespel                        |
| Super Mario All-Stars                                                | 1993 | Nintendo | Actiespel                            |
| Super Mario All-Stars + Super Mario World                            | 1994 | Nintendo | Compilatiespel                       |
| Super Mario Kart                                                     | 1992 | Nintendo Playtronic Industrial                                                                                      | Autoracespel                         |
| Super Mario RPG: Legend of the Seven Stars                           | 1996 | Nintendo | Actiespel RPG                        |
| Super Mario World                                                    | 1990 | Nintendo Playtronic Industrial                                                                                      | Actiespel                            |
| Super Mario World 2: Yoshi's Island                                  | 1995 | Nintendo | Actiespel                            |
| Super Metroid                                                        | 1994 | Nintendo | Actiespel                            |
| Super Nazo Puyo: Rulue no Roux                                       | 1995 | Banpresto | RPG                                  |
| Super Nazo Puyo: Rulue no Tetsuwan Hanjōki                           | 1996 | Compile | RPG Strategiespel                    |
| Super NES Super Scope 6                                              | 1992 | Nintendo Playtronic Industrial                                                                                      | Actiespel                            |
| Super Ninja Boy                                                      | 1991 | Culture Brain | Actiespel RPG                        |
| Super Ninja-kun                                                      | 1994 | Jaleco | Actiespel                            |
| Super Noah's Ark 3-D                                                 | 1994 | Wisdom Tree | Actiespel                            |
| Super Nova                                                           | 1993 | Taito | Actiespel                            |
| Super Off Road: The Baja                                             | 1993 | Tradewest Nihon Bussan                                                                                              | Autoracespel                         |
| Super Pinball: Behind the Mask                                       | 1993 | Nintendo Meldac of Japan                                                                                            | Actiespel                            |
| Super Pinball II: The Amazing Odyssey                                | 1995 | Meldac of Japan | Actiespel                            |
| Super Play Action Football                                           | 1992 | Nintendo | Sportspel                            |
| Super Punch-Out!!                                                    | 1994 | Nintendo | Sportspel                            |
| Super R.B.I. Baseball                                                | 1995 | Time Warner Interactive                                                                                             | Sportspel                            |
| Super Real Mahjong PIV                                               | 1994 | SETA Corporation | Strategiespel                        |
| Super Real Mahjong PV Paradise: All-Star 4-nin Uchi                  | 1995 | SETA Corporation | Strategiespel                        |
| Super R-Type                                                         | 1991 | Irem Software Engineering                                                                                           | Actiespel                            |
| Super Slam Dunk                                                      | 1993 | Virgin Interactive Entertainment                                                                                    | Sportspel                            |
| Super Slap Shot                                                      | 1993 | Virgin Interactive Entertainment Altron Corporation                                                                 | Sportspel                            |
| Super Soccer                                                         | 1991 | Human Entertainment Nintendo Playtronic Industrial                                                                  | Sportspel                            |
| Super Solitaire                                                      | 1994 | Extreme Entertainment Group Pack-In-Video                                                                           | Strategiespel                        |
| Super Star Wars                                                      | 1992 | JVC Musical Industries JVC Musical Industries Europe Limited Nintendo Victor Musical Industries                     | Actiespel                            |
| Super Star Wars: Return of the Jedi                                  | 1994 | JVC Musical Industries Victor Entertainment                                                                         | Actiespel                            |
| Super Star Wars: The Empire Strikes Back                             | 1993 | JVC Musical Industries Victor Entertainment                                                                         | Actiespel                            |
| Super Street Fighter II                                              | 1994 | Capcom | Actiespel                            |
| Super Strike Eagle                                                   | 1993 | MicroProse Software Asmik Corporation                                                                               | Actiespel Simulatiespel              |
| Super Tennis                                                         | 1991 | Nintendo Playtronic Industrial Tonkinhouse                                                                          | Sportspel                            |
| Super Tetris 2 + Bombliss                                            | 1992 | Bullet-Proof Software                                                                                               | Strategiespel                        |
| Super Tetris 3                                                       | 1994 | Bullet-Proof Software                                                                                               | Actiespel Strategiespel              |
| Super Troll Islands                                                  | 1994 | American Softworks Corporation Kemco                                                                                | Actiespel                            |
| Super Turrican                                                       | 1993 | Hudson Soft Kemco/Seika Tonkinhouse                                                                                 | Actiespel                            |
| Super Turrican 2                                                     | 1995 | Ocean | Actiespel                            |
| Super Valis IV                                                       | 1992 | Telenet Japan | Actiespel                            |
| Super Widget                                                         | 1993 | Atlus | Actiespel                            |
| Super Wrestle Angels                                                 | 1994 | Imagineer | Sportspel Strategiespel              |
| Sutte Hakkun                                                         | 1999 | Nintendo | Actiespel                            |
| Suzuka 8 Hours                                                       | 1993 | Namco Limited | Actiespel Autoracespel Simulatiespel |
| SWAT Kats: The Radical Squadron                                      | 1995 | Hudson Soft | Actiespel                            |
| Syndicate                                                            | 1994 | Ocean Europe Limited Electronic Arts Victor Ocean Software                                                          | Actiespel Strategiespel              |
| Tactics Ogre                                                         | 1995 | Quest | RPG Strategiespel                    |
| Taekwon-Do                                                           | 1994 | Human Entertainment                                                                                                 | Sportspel                            |
| Taikō Risshiden                                                      | 1993 | KOEI | RPG Simulatiespel Strategiespel      |
| Tales of Phantasia                                                   | 1995 | Namco Limited | Actiespel RPG                        |
| Taz-Mania                                                            | 1992 | Sun Corporation | Actiespel                            |
| Tecmo Super Baseball                                                 | 1994 | Tecmo | Sportspel                            |
| Tecmo Super Bowl                                                     | 1993 | Tecmo | Sportspel                            |
| Tecmo Super Bowl III: Final Edition                                  | 1995 | Tecmo | Sportspel                            |
| Tecmo Super Bowl II: Special Edition                                 | 1994 | Tecmo | Sportspel                            |
| Tecmo Super NBA Basketball                                           | 1992 | Tecmo | Sportspel                            |
| Teenage Mutant Ninja Turtles: Tournament Fighters                    | 1993 | Konami | Actiespel                            |
| Teenage Mutant Ninja Turtles: Turtles in Time                        | 1992 | Konami | Actiespel                            |
| Tenchi Muyō! Game-hen                                                | 1995 | Banpresto | RPG Strategiespel                    |
| Tengai Makyō Zero                                                    | 1995 | Hudson Soft | RPG                                  |
| Tenshi no Uta: Shiroki Tsubasa no Inori                              | 1994 | Telenet Japan | RPG                                  |
| Terminator 2: Judgment Day                                           | 1993 | Acclaim Japan LJN                                                                                                   | Actiespel                            |
| The Terminator                                                       | 1993 | Mindscape | Actiespel Autoracespel               |
| Terranigma                                                           | 1995 | Enix Nintendo | Actiespel RPG                        |
| Tetris 2                                                             | 1994 | Bullet-Proof Software Nintendo                                                                                      | Strategiespel                        |
| Tetris Attack                                                        | 1995 | Nintendo | Strategiespel                        |
| Tetris & Dr. Mario                                                   | 1994 | Nintendo | Strategiespel                        |
| Theme Park                                                           | 1995 | Electronic Arts Victor Ocean Software                                                                               | Strategiespel                        |
| Thomas the Tank Engine & Friends                                     | 1993 | THQ | Autoracespel                         |
| Thunder Spirits                                                      | 1991 | Seika Corporation Toshiba-EMI                                                                                       | Actiespel                            |
| The Tick                                                             | 1994 | Fox Interactive | Actiespel                            |
| Timecop                                                              | 1995 | JVC Musical Industries Victor Entertainment                                                                         | Actiespel                            |
| Time Slip                                                            | 1993 | Vic Tokai | Actiespel                            |
| Time Trax                                                            | 1994 | Malibu Games | Actiespel                            |
| Tin Star                                                             | 1994 | Nintendo | Actiespel                            |
| Tintin in Tibet                                                      | 1995 | Infogrames Europe                                                                                                   | Actiespel                            |
| Tiny Toon Adventures: Buster Busts Loose!                            | 1992 | Konami | Actiespel                            |
| Tiny Toon Adventures: Wacky Sports Challenge                         | 1994 | Konami | Actiespel Sportspel                  |
| TKO Super Championship Boxing                                        | 1992 | SOFEL | Sportspel                            |
| TNN Bass Tournament of Champions                                     | 1994 | King Record American Softworks Corporation                                                                          | Simulatiespel Sportspel              |
| Todd McFarlane's Spawn: The Video Game                               | 1995 | Sony Electronic Publishing                                                                                          | Actiespel                            |
| Tom and Jerry                                                        | 1993 | Hi-Tech Expressions Altron Corporation                                                                              | Actiespel                            |
| Tommy Moe's Winter Extreme: Skiing & Snowboarding                    | 1994 | Electro Brain Pack-In-Video                                                                                         | Simulatiespel Sportspel              |
| Tony Meola's Sidekicks Soccer                                        | 1993 | Electro Brain Pack-In-Video Playtronic Industrial                                                                   | Sportspel                            |
| Top Gear                                                             | 1992 | Kotobuki System | Actiespel Autoracespel               |
| Top Gear 2                                                           | 1993 | Kotobuki System KEMCO                                                                                               | Actiespel Autoracespel               |
| Top Gear 3000                                                        | 1994 | Kotobuki System | Actiespel Autoracespel               |
| Torneko no Daibōken: Fushigi no Dungeon                              | 1993 | Chunsoft | Actiespel                            |
| Total Carnage                                                        | 1993 | Malibu Games | Actiespel                            |
| Toys                                                                 | 1993 | Absolute Entertainment                                                                                              | Actiespel                            |
| Treasure Hunter G                                                    | 1996 | Square | RPG                                  |
| Troddlers                                                            | 1993 | Seika Corporation Storm                                                                                             | Actiespel Strategiespel              |
| Troy Aikman NFL Football                                             | 1995 | Williams Entertainment                                                                                              | Sportspel                            |
| True Golf Classics: Pebble Beach Golf Links                          | 1992 | T&E Soft | Sportspel                            |
| True Golf Classics: Waialae Country Club                             | 1991 | T&E Soft | Sportspel                            |
| True Golf Classics: Wicked 18                                        | 1993 | Bullet-Proof Software T&E Soft                                                                                      | Sportspel                            |
| True Lies                                                            | 1994 | Acclaim Japan Acclaim Entertainment                                                                                 | Actiespel                            |
| Turn and Burn: No-Fly Zone                                           | 1994 | Absolute Entertainment Pack-In-Video                                                                                | Actiespel Simulatiespel              |
| The Twisted Tales of Spike McFang                                    | 1993 | Bullet-Proof Software Naxat Soft                                                                                    | Actiespel RPG                        |
| Uchū no Kishi: Tekkaman Blade                                        | 1993 | Interbec | Actiespel                            |
| Ultima: Runes of Virtue II                                           | 1994 | FCI Electronic Arts Victor Pony Canyon                                                                              | RPG                                  |
| Ultimate Fighter                                                     | 1992 | Culture Brain | Actiespel                            |
| Ultimate Mortal Kombat 3                                             | 1996 | Williams Entertainment Playtronic Industrial Ltda.                                                                  | Actiespel                            |
| Ultima: The Black Gate                                               | 1994 | FCI Pony Canyon | Actiespel RPG                        |
| Ultima VI: The False Prophet                                         | 1992 | FCI Pony Canyon | RPG                                  |
| Ultraman                                                             | 1991 | Bandai | Actiespel                            |
| Ultra Seven                                                          | 1993 | Bandai | Actiespel                            |
| Umihara Kawase                                                       | 1994 | TNN | Actiespel                            |
| Uncharted Waters                                                     | 1992 | KOEI | Simulatiespel Strategiespel          |
| UNDAKE30 Same Game Taisakusen Mario Version                          | 1995 | Nintendo | Strategiespel                        |
| Undercover Cops                                                      | 1995 | Varie Corporation                                                                                                   | Actiespel                            |
| Unirally                                                             | 1994 | Nintendo | Autoracespel                         |
| U.N. Squadron                                                        | 1991 | Capcom | Actiespel                            |
| The Untouchables                                                     | 1994 | Ocean | Actiespel                            |
| Urban Strike                                                         | 1995 | Electronic Arts | Actiespel                            |
| Utopia: The Creation of a Nation                                     | 1993 | Jaleco Epic/Sony | Strategiespel                        |
| Vegas Stakes                                                         | 1993 | Nintendo Playtronic Industrial Ltda. HAL Laboratory                                                                 | Simulatiespel                        |
| Violinist of Hameln                                                  | 1995 | Enix | Actiespel                            |
| Virtual Bart                                                         | 1994 | Acclaim Japan Acclaim Entertainment                                                                                 | Actiespel                            |
| Virtual Soccer                                                       | 1994 | Hudson Soft | Simulatiespel Sportspel              |
| Vortex                                                               | 1994 | Electro Brain Pack-In-Video                                                                                         | Actiespel Autoracespel               |
| WakuWaku Ski Wonder Spur                                             | 1995 | Human Entertainment                                                                                                 | Sportspel                            |
| War 2410                                                             | 1995 | Advanced Productions                                                                                                | Strategiespel                        |
| War 3010: The Revolution                                             | 1996 | Advanced Productions                                                                                                | Strategiespel                        |
| Wario's Woods                                                        | 1994 | Nintendo | Strategiespel                        |
| Warlock                                                              | 1994 | Acclaim Japan LJN Trimark Interactive                                                                               | Actiespel                            |
| WarpSpeed                                                            | 1992 | Ballistic | Actiespel                            |
| Waterworld                                                           | 1995 | Ocean Software | Actiespel                            |
| Wayne Gretzky and the NHLPA All-Stars                                | 1995 | Time Warner Interactive                                                                                             | Sportspel                            |
| Wayne's World                                                        | 1993 | THQ | Actiespel                            |
| WCW SuperBrawl Wrestling                                             | 1994 | FCI | Sportspel                            |
| WeaponLord                                                           | 1995 | Namco Hometek | Actiespel                            |
| We're Back!: A Dinosaur's Story                                      | 1993 | Hi-Tech Expressions                                                                                                 | Actiespel                            |
| Wheel of Fortune                                                     | 1992 | GameTek | Strategiespel                        |
| Wheel of Fortune: Deluxe Edition                                     | 1994 | GameTek | Strategiespel                        |
| Where in the World Is Carmen Sandiego?                               | 1993 | Electronic Arts | Educatiespel                         |
| Where in Time is Carmen Sandiego?                                    | 1992 | Hi-Tech Expressions                                                                                                 | Avonturenspel Educatiespel           |
| Whirlo                                                               | 1992 | Namco Limited | Actiespel                            |
| Whizz                                                                | 1996 | Titus France | Actiespel                            |
| Wild Guns                                                            | 1994 | Natsume | Actiespel                            |
| WildSnake                                                            | 1994 | Spectrum Holobyte Yojigen                                                                                           | Strategiespel                        |
| Williams Arcade Classics                                             | 1996 | Midway Games | Actiespel                            |
| Wing Commander                                                       | 1992 | Mindscape ASCII Corporation                                                                                         | Actiespel Simulatiespel              |
| Wing Commander: The Secret Missions                                  | 1993 | Mindscape | Simulatiespel                        |
| Wings 2: Aces High                                                   | 1992 | Namco Limited Namco Hometek                                                                                         | Actiespel Simulatiespel              |
| Winning Post                                                         | 1993 | KOEI | Simulatiespel Sportspel              |
| Winter Gold                                                          | 1996 | Nintendo | Actiespel Sportspel                  |
| Winter Olympics: Lillehammer '94                                     | 1994 | U.S. Gold | Sportspel                            |
| The Wizard of Oz                                                     | 1993 | SETA U.S.A. | Actiespel                            |
| Wizardry: Bane of the Cosmic Forge                                   | 1995 | ASCII Corporation                                                                                                   | RPG                                  |
| Wizardry V: Heart of the Maelstrom                                   | 1992 | Capcom ASCII Corporation                                                                                            | RPG                                  |
| Wolfchild                                                            | 1993 | Virgin Games | Actiespel                            |
| Wolfenstein 3D                                                       | 1994 | Imagineer | Actiespel                            |
| Wolverine: Adamantium Rage                                           | 1994 | Acclaim Japan LJN                                                                                                   | Actiespel                            |
| Wonder Project J: Kikai no Shōnen Pino                               | 1994 | Enix | RPG Simulatiespel                    |
| Wordtris                                                             | 1992 | Nintendo | Strategiespel                        |
| World Cup USA 94                                                     | 1994 | U.S. Gold Sun Corporation                                                                                           | Sportspel                            |
| World Heroes                                                         | 1993 | Sun Electronics | Actiespel                            |
| World Heroes 2                                                       | 1994 | TAKARA U.S.A.CORP. Saurus                                                                                           | Actiespel                            |
| World Masters Golf                                                   | 1995 | Virgin Interactive Entertainment                                                                                    | Sportspel                            |
| Worlds of Ultima: The Savage Empire                                  | 1995 | Pony Canyon | RPG                                  |
| Worms                                                                | 1996 | Ocean Software | Strategiespel                        |
| Wrecking Crew '98                                                    | 1998 | Nintendo | Actiespel                            |
| WWF Raw                                                              | 1994 | LJN | Sportspel                            |
| WWF Royal Rumble                                                     | 1993 | Acclaim Japan LJN                                                                                                   | Sportspel                            |
| WWF Super WrestleMania                                               | 1992 | Acclaim Japan LJN                                                                                                   | Sportspel                            |
| WWF WrestleMania                                                     | 1995 | Acclaim Japan Acclaim Entertainment                                                                                 | Actiespel Sportspel                  |
| Xak: The Art of Visual Stage                                         | 1993 | Sun Electronics | Actiespel RPG                        |
| Xardion                                                              | 1992 | Asmik | Actiespel                            |
| X-Kaliber 2097                                                       | 1994 | Activision Toshiba-EMI                                                                                              | Actiespel                            |
| X-Men: Mutant Apocalypse                                             | 1994 | Capcom | Actiespel                            |
| X-Zone                                                               | 1992 | Kotobuki System Kemco                                                                                               | Actiespel                            |
| Yoshi's Cookie                                                       | 1993 | Bullet-Proof Software Nintendo                                                                                      | Strategiespel                        |
| Yoshi's Safari                                                       | 1993 | Nintendo | Actiespel                            |
| Young Merlin                                                         | 1993 | Virgin Games | Actiespel                            |
| Ys III: Wanderers from Ys                                            | 1991 | American Sammy Corporation Tonkinhouse                                                                              | Actiespel RPG                        |
| Ys IV: Mask of the Sun                                               | 1993 | Tonkinhouse | Actiespel RPG                        |
| Ys V: Ushinawareta Suna no Miyako Kefin                              | 1995 | Nihon Falcom | Actiespel RPG                        |
| Yume Meikyū: Kigurumi Daibōken                                       | 1994 | Hect | RPG                                  |
| Yū Yū Hakusho 2: Kakutō no Sho                                       | 1994 | Namcot | Actiespel                            |
| Yū Yū Hakusho Final: Makai Saikyō Retsuden                           | 1995 | Namco Limited | Actiespel                            |
| Zen Nippon Pro Wrestling                                             | 1993 | Masaya | Actiespel Sportspel                  |
| Zen Nippon Pro Wrestling Dash: Sekai Saikyō Tag                      | 1993 | Masaya | Actiespel Sportspel                  |
| Zero4 Champ RR                                                       | 1994 | Media Rings Corporation                                                                                             | Autoracespel Simulatiespel           |
| Zero4 Champ RRZ                                                      | 1995 | Media Rings Corporation                                                                                             | Autoracespel Simulatiespel           |
| Zero the Kamikaze Squirrel                                           | 1994 | Sun Corporation | Actiespel                            |
| Zig Zag Cat: Dachō Club mo Oosawagi da                               | 1994 | Den'Z | Actiespel                            |
| Zombies Ate My Neighbors                                             | 1993 | Konami | Actiespel                            |
| Zool                                                                 | 1993 | Nissho Iwai Infocom Systems Gremlin Graphics Software                                                               | Actiespel                            |
| Zoop                                                                 | 1996 | Viacom New Media | Actiespel Strategiespel              |